# Administration de la Charente-Maritime
 (octobre 2021).
Le département de la Charente-Maritime, qui fait partie de la région Nouvelle-Aquitaine dont la capitale régionale est Bordeaux, est subdivisé en 5 arrondissements administratifs, lesquels sont découpés en 51 cantons, encadrant 472 communes. 

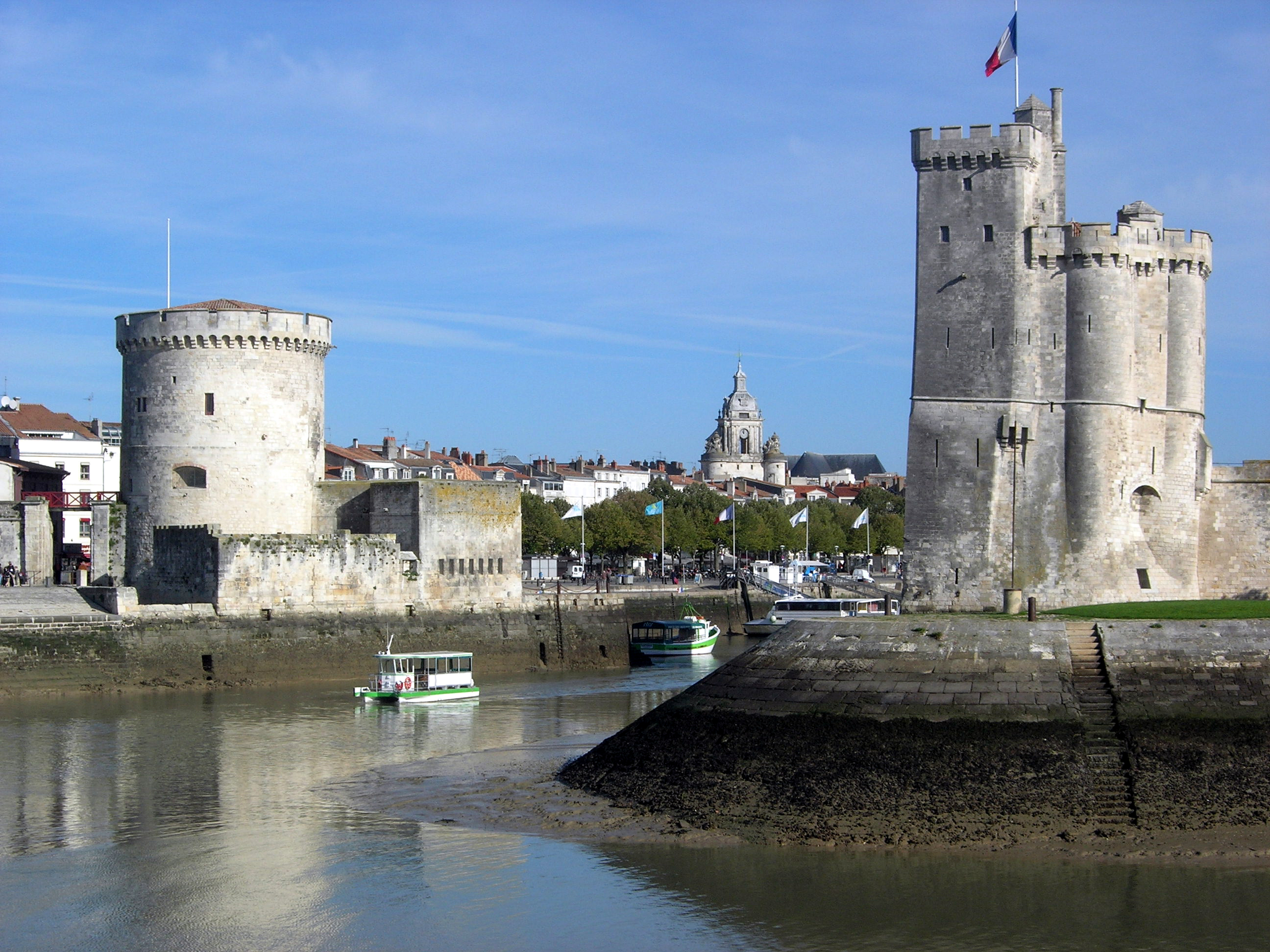
La Rochelle est la préfecture de la Charente-Maritime depuis 1810.

La préfecture est La Rochelle et les sous-préfectures sont par ordre alphabétique : Jonzac, Rochefort, Saint-Jean-d'Angély et Saintes.
Dans le domaine de l'administration territoriale, le département de la Charente-Maritime a, depuis ses origines, subi de nombreux changements, dont celui d’avoir changé de siège de préfecture, ou d’avoir changé de nom pendant la Seconde Guerre mondiale, ou encore d’avoir connu des changements de la carte administrative (variation du nombre des communes comme de celui des cantons).
Dans l’Ancien Régime, et tout particulièrement au XVIIIe siècle, l'administration des provinces était devenue si complexe qu'il était devenu pressant de la réorganiser en profondeur.
Le département actuel de la Charente-Maritime est l’héritier des anciennes provinces de l'Aunis dont la capitale était La Rochelle et de la Saintonge dont la capitale était Saintes, ainsi que d’une portion du Poitou avec Poitiers comme capitale.
L'événement historique de la Révolution française avec la chute de la royauté et l'instauration d'une République laïque a contribué à un bouleversement considérable de la carte administrative de la France.
Depuis la loi de décentralisation de 1982, les attributions du Conseil départemental de la Charente-Maritime dont le siège est fixé à La Rochelle n'ont cessé de se multiplier et de se renforcer.

## Historique: les origines et les causes
Pendant l’Ancien Régime, le roi se faisait représenter localement par un intendant qui avait la charge d’une circonscription dénommée Généralité. La complexité administrative s’était renforcée notamment au XVIIIe siècle avec la centralisation du pouvoir monarchique absolu.
Tout d’abord, au XVIIe siècle, la Généralité de Poitiers incluait l’Aunis, tandis que la Saintonge relevait de celle de Bordeaux, à l’exception du nord-est de cette province (région de Saint-Jean-d'Angély) qui était attribué à la Généralité de Limoges ainsi que la province de l’Angoumois.
En 1694, un intendant était délégué à La Rochelle. Son pouvoir s’étendait sur l’Aunis et la Saintonge de nouveau réunies. La Généralité de La Rochelle se subdivisait alors en cinq Élections : La Rochelle, Saintes, Cognac, Saint-Jean-d'Angély et Marennes.
La fonction d’intendant comprenait la justice, la police et les finances. Mais en fait la justice demeurait divisée entre le Parlement de Bordeaux qui étendait son influence judiciaire sur la Saintonge et l’Angoumois tandis que celui de Paris l’appliquait à l’Aunis.
Par ailleurs, la Marine relevait d’une administration particulière. Colbert du Terron avait été nommé par Mazarin « gouverneur de Brouage et commissaire départi de Sa Majesté pour les pays d’Aunis, villes et gouvernement de Brouage, La Rochelle, Isles de Ré, d’Oléron et d’autres ». La titulature subsista même après la création de Rochefort en 1666.
En 1674, Demuin recevait la commission d’ « intendant de justice, police et finances des armées navales du Ponant, au département de Rochefort, costes du Poictou, Xaintonge, Aulnix, La Rochelle, Isles d’Oléron et de Ré ».
Cette dualité de pouvoirs concurrents cessa avec la nomination de l'intendant Bégon qui les cumula en 1694.
De nouveau, en 1716, deux intendants se partageaient les tâches : le marquis de Creil, intendant de la Généralité, résidait à La Rochelle et François de Beauharnais, intendant de la Marine, résidait à Rochefort. Cependant, la ville-même de Rochefort n’avait aucune réalité administrative et, malgré son importance – elle était la première ville des deux provinces – à la veille de la Révolution, elle était toujours incluse dans l’Élection de La Rochelle.
Quant à l’administration religieuse, cinq diocèses se partageaient les provinces : Angoulême, Luçon, Poitiers, La Rochelle et Saintes.
La Révolution française mit fin à cet enchevêtrement des pouvoirs administratifs, judiciaires, de la police et même religieux. Pendant la Révolution, l’Assemblée constituante décida une réorganisation administrative complète qui lui permettait d’enlever au roi une partie de ses moyens d’action et de constituer des circonscriptions électorales.
La création des départements correspondait au besoin de simplifier l'organisation territoriale de la France et de rendre l'administration plus proche de la population. Pour ce faire, le comité de constitution de l’Assemblée constituante s’adjoignit les députés qui se réunirent par province en novembre 1789, à Paris. Ces derniers élaborèrent la loi du 22 décembre 1789 instituant la création des départements.
Le 13 janvier 1790, la France est donc divisée en 83 départements, eux-mêmes partagés en districts, lesquels sont subdivisés en cantons. Ces départements devaient avoir en moyenne 350 lieues carrées pour être formés – c’est-à-dire 6 000 km2 – et tout habitant devait pouvoir se rendre au chef-lieu de son département à cheval en une journée.

## Création du département de la Charente-Inférieure

### Historique sommaire de la création du département
Après bien  des difficultés, dont beaucoup provenaient des rivalités entre les villes de La Rochelle, Saintes et Saint-Jean-d'Angély, le département Aunis et Saintonge fut créé le 22 décembre 1789.
- Il comprenait l’ancienne province de l’Aunis qui avait souhaité devenir à elle seule un département avec La Rochelle comme chef-lieu, en englobant la zone du Marais poitevin avec Fontenay-le-Comte et le pays de Niort, ainsi que la partie septentrionale de la Saintonge (Frontenay-Rohan-Rohan), pour remplir le critère de superficie ;
- Une petite partie du Poitou, représenté par le pays d’Aulnay, qui prendra bien plus tard et incorrectement le nom d’Aulnay-de-Saintonge ;
- La majeure partie de la Saintonge constitua l’actuel département de la Charente-Inférieure mais cette ancienne province fut amputée de sa partie septentrionale autour de Frontenay-Rohan-Rohan, cédée au Poitou – pour former le département des Deux-Sèvres- et de sa partie orientale avec Barbezieux, Chalais, Cognac et Jarnac cédée à l’Angoumois pour former le département de la Charente. Cette dernière partie faisait partie de la Sénéchaussée de la Saintonge mais non de la Sénéchaussée de l’Angoumois.

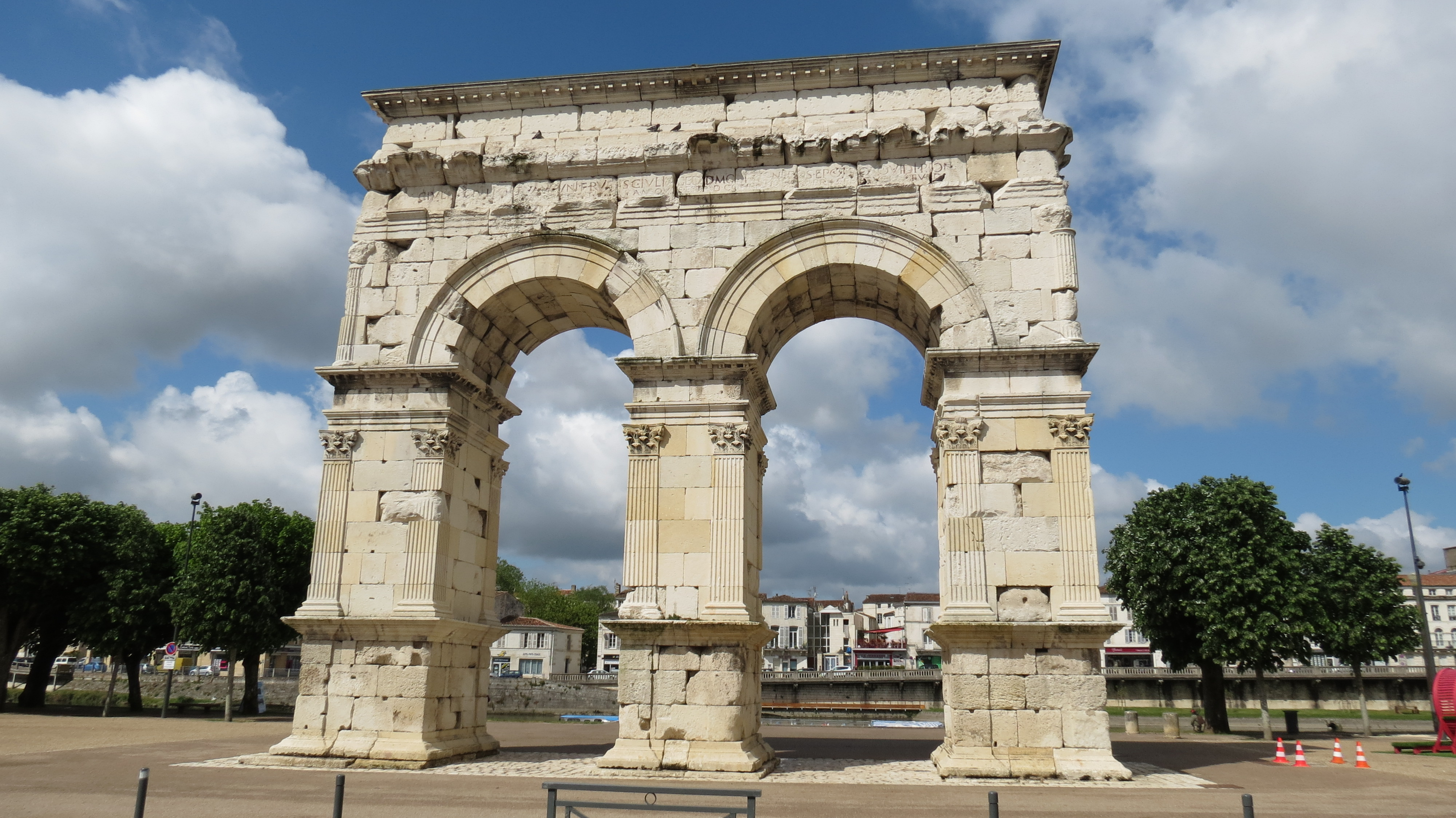
Saintes fut préfecture de la Charente-Inférieure de 1790 à 1810.

Le 26 février 1790, le département change de nom. Il est dénommé Charente-Inférieure, en référence au cours inférieur du fleuve qui le traverse d'Est en Ouest et, surtout, en vue d'effacer toute allusion possible aux noms des provinces qui le constituaient, ces dernières perpétuant le souvenir de l'ancien régime monarchique.
Le décret du 4 mars 1790 décida que La Rochelle, Saintes et Saint-Jean-d'Angély assumeraient alternativement le rôle de chef-lieu de département.
Cependant, grâce à sa situation géographique au cœur du département, Saintes s’imposa naturellement comme le chef-lieu administratif de la Charente-Inférieure.
L'ancienne capitale de la Saintonge exerça ce rôle de commandement administratif jusqu’au 19 mai 1810, date à laquelle cette fonction fut définitivement transférée à La Rochelle.

### Les sept anciens districts lors de la Constituante de 1790

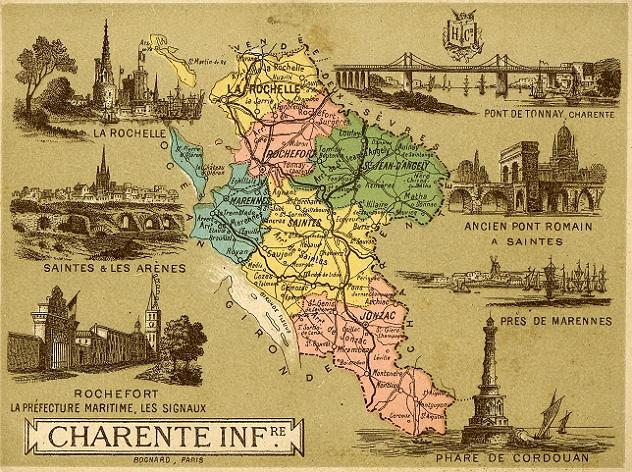
Carte de la Charente-Inférieure

Sept districts furent délimités en 1790 : Saintes fut le chef-lieu du département ; La Rochelle, Marennes, Rochefort, Angély-Boutonne, l'ancien nom de Saint-Jean-d'Angély, Pons et  Montlieu devinrent des chefs-lieux de district.
Ces chefs-lieux de district devinrent également des sièges de juridiction et Saintes fut également choisie pour être le chef-lieu judiciaire du département, fonction qu’elle a toujours gardée.
Le découpage administratif de la Charente Inférieure en 1790 était le suivant : 7 districts et 49 cantons.
La répartition était la suivante :
- La Rochelle administrait six cantons : Courçon, La Jarrie, Marans, Nuaillé, Saint Martin de Ré et le canton du chef-lieu de district de La Rochelle.
- Rochefort administrait 5 cantons : Benon, Ciré, Surgères, Tonnay-Charente et le canton du chef-lieu de district de Rochefort.
- Marennes administrait 7 cantons : Le Gua, Oléron (qui est devenu Le Château d’Oléron), Royan, Saint-Pierre, Soubise, La Tremblade, et le canton du chef-lieu de district de  Marennes.

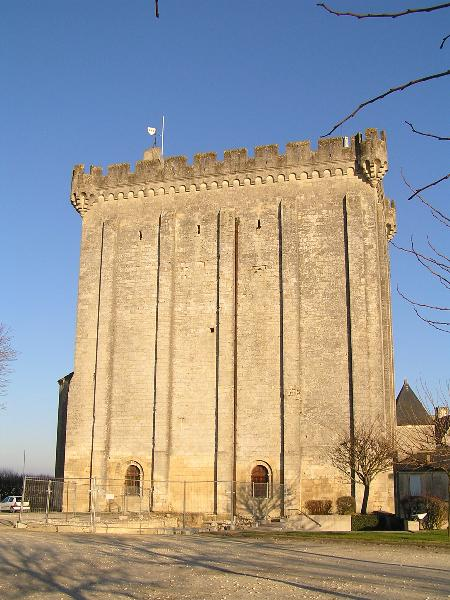
Le donjon de Pons. Cette petite ville exerça la fonction de chef-lieu de district de 1790 à 1800.

- Pons jusqu’en 1800 administrait six cantons : Archiac, Jonzac, Saint Fort-sur-Gironde, Mirambeau, Saint-Genis et le canton du chef-lieu de district de Pons.
- Montlieu administrait jusqu’en 1800 cinq cantons : Léoville, Montendre, Montguyon, Saint-Aigulin et le canton du chef-lieu de district de Montlieu. C’était le plus petit district autant en superficie qu’en population.
- Angély-Boutonne, actuelle ville de Saint-Jean-d'Angély, administrait 11 cantons : Aulnay, Beauvais-sur-Matha, Brizambourg, Loulay, Lozay, Matha, Néré, Saint-Savinien, Taillebourg, Tonnay-Boutonne et le canton du chef-lieu de district d'Angély-Boutonne. C'était l'arrondissement qui possédait le plus grand nombre de cantons.
- Saintes administrait 9 cantons : Cozes, Dompierre, Gémozac, Mortagne-sur-Gironde, Pont-l'Abbé, Saint-Saturnin-de-Séchaud (actuelle commune de Port-d'Envaux), Saujon, Talmont et le canton du chef-lieu de district de Saintes.

### Les six arrondissements lors du Consulat
Le découpage administratif, tel qu’il fut établi à la Constituante de 1790, ne fut pas définitif.
En effet, au début du Consulat, instauré et dominé par Napoléon Bonaparte, une profonde réorganisation de la carte administrative de la France fut engagée. Les lois de l'an III (1796) et du 28 pluviôse an VIII (17 février 1800) contribuèrent à de profonds changements qui eurent des répercussions sensibles sur la géographie administrative du département.
Le préfet, assisté de sous-préfets, représentaient le nouvel ordre public et le pouvoir central.
Les districts furent supprimés et remplacés par des arrondissements. Des chefs-lieux de district furent également supprimés dans cette refonte territoriale – Montlieu et Pons – ainsi que de nombreux chefs-lieux de canton. Il y eut également un remodelage des arrondissements, des cantons et même de quelques communes. Le département de la Charente-Inférieure comptait six arrondissements en 1800.
La Préfecture fut maintenue à Saintes. Jonzac, Marennes, Rochefort, La Rochelle et Saint-Jean-d'Angély occupèrent le rang de sous-préfectures.
Le nombre de cantons fut ramené à 40 et ne subit plus de modification jusqu'en 1973.
Saintes exercera la fonction de Préfecture jusqu'au 19 mai 1810, date à laquelle Napoléon Ier fit définitivement transférer le siège de l'administration départementale à La Rochelle.
Tout d'abord, le nouvel arrondissement de Jonzac compte 7 cantons depuis 1800. Ce nombre n'a plus varié depuis cette date.

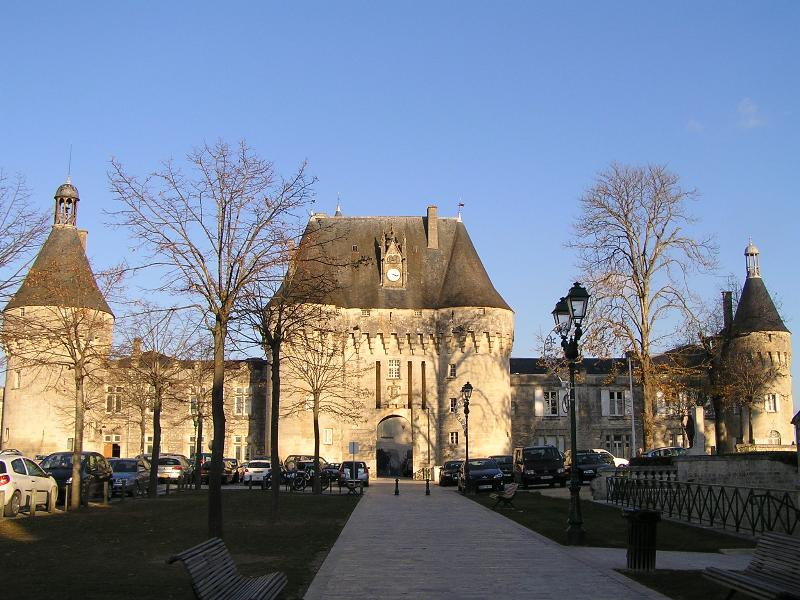
Le château de Jonzac. Cette petite ville est devenue sous-préfecture en 1800.

Un premier redécoupage eut donc lieu en février 1800 – loi du 28 pluviôse de l’an VIII –  supprimant les deux districts de Montlieu et de Pons qui, du coup, perdirent leur fonction de chef-lieu de district mais devinrent par « maigre » compensation des chefs-lieux de canton. Les 11 cantons furent rassemblés en partie en un seul arrondissement et l’administration en revint à Jonzac qui devint sous-préfecture cette année-là. Ce découpage fut profondément remanié en 7 cantons. 
- Tout d’abord, le canton de Pons rejoignit l’arrondissement de Saintes.
- Ensuite, le canton de Léoville fut intégré au canton de Jonzac qui n’en forma plus qu’un seul, de même le canton de Saint-Fort-sur-Gironde fut inclus dans celui de Saint-Genis, ainsi que celui de Saint-Aigulin dans celui de Montguyon. Ce dernier est devenu le canton le plus étendu de l'arrondissement de Jonzac et occupe le second rang départemental par sa superficie avec 322 km2.
- Léoville, Saint-Aigulin et Saint-Fort-sur-Gironde perdirent leur fonction de chef-lieu de canton en 1800 et furent reléguées au simple rang de commune.
- Enfin, cet arrondissement nouvellement formé de 7 cantons n'a plus subi de changement par la suite.

D’autres remaniements des cantons eurent lieu l’année suivante entraînant notamment des modifications de limites des arrondissements.
L'arrondissement de La Rochelle rassembla également 7 cantons. Les remaniements ont été les suivants : 

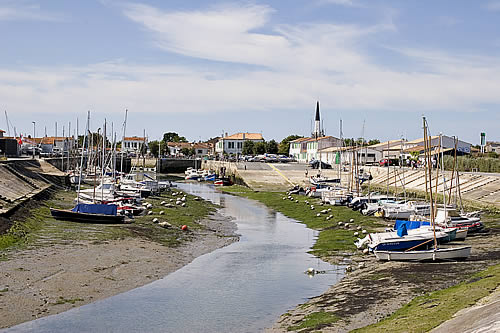
Ars-en-Ré est devenue chef-lieu de canton en 1801. Avant cette date, toute l'île de Ré ne formait qu'un seul canton dont Saint-Martin était le chef-lieu.

- Ars-en-Ré devint chef-lieu de canton rassemblant 4 communes en 1801. Aujourd’hui, ce canton en compte 5 depuis la création de la commune de Saint-Clément-des-Baleines par distraction de la commune d'Ars-en-Ré. De 1790 à 1801, toute l'île de Ré ne formait qu'un seul canton et Saint-Martin en était le chef-lieu.
- Nuaillé perdit sa fonction de chef-lieu de canton ainsi que Benon. Leurs cantons disparurent, le nord fut intégré à celui de Courçon  et le sud au nouveau canton d’Aigrefeuille dans l’arrondissement de Rochefort.
- Enfin le canton de La Rochelle fut subdivisé en deux cantons : La Rochelle-Est et La Rochelle-Ouest.

L'arrondissement de Rochefort fut composé de quatre cantons. Les remaniements ont concerné principalement les anciens cantons de  Ciré et de Benon :
- Le canton de Ciré fut supprimé et fut unifié partiellement à celui de Benon pour former un seul canton où Aigrefeuille occupa désormais la fonction de chef-lieu au détriment des deux premiers relégués au rang de communes.

L'arrondissement de  Marennes fut formé de 6 cantons et les modifications furent les suivantes :
- Le Gua perdit sa fonction de chef-lieu de canton au profit de  Marennes.
- Soubise connut le même sort et la fonction administrative revint à  Saint-Agnant qui fut choisi pour sa situation géographique au centre d'un canton rassemblant alors 10 communes[2].

L'arrondissement de Saint-Jean-d'Angély fut constitué de 7 cantons dont les modifications furent les suivantes :
- Le canton d'Aulnay intégra la totalité du canton de Néré qui regroupait alors onze communes. Il est devenu le canton le plus étendu de tout le département avec plus de 333 km2.

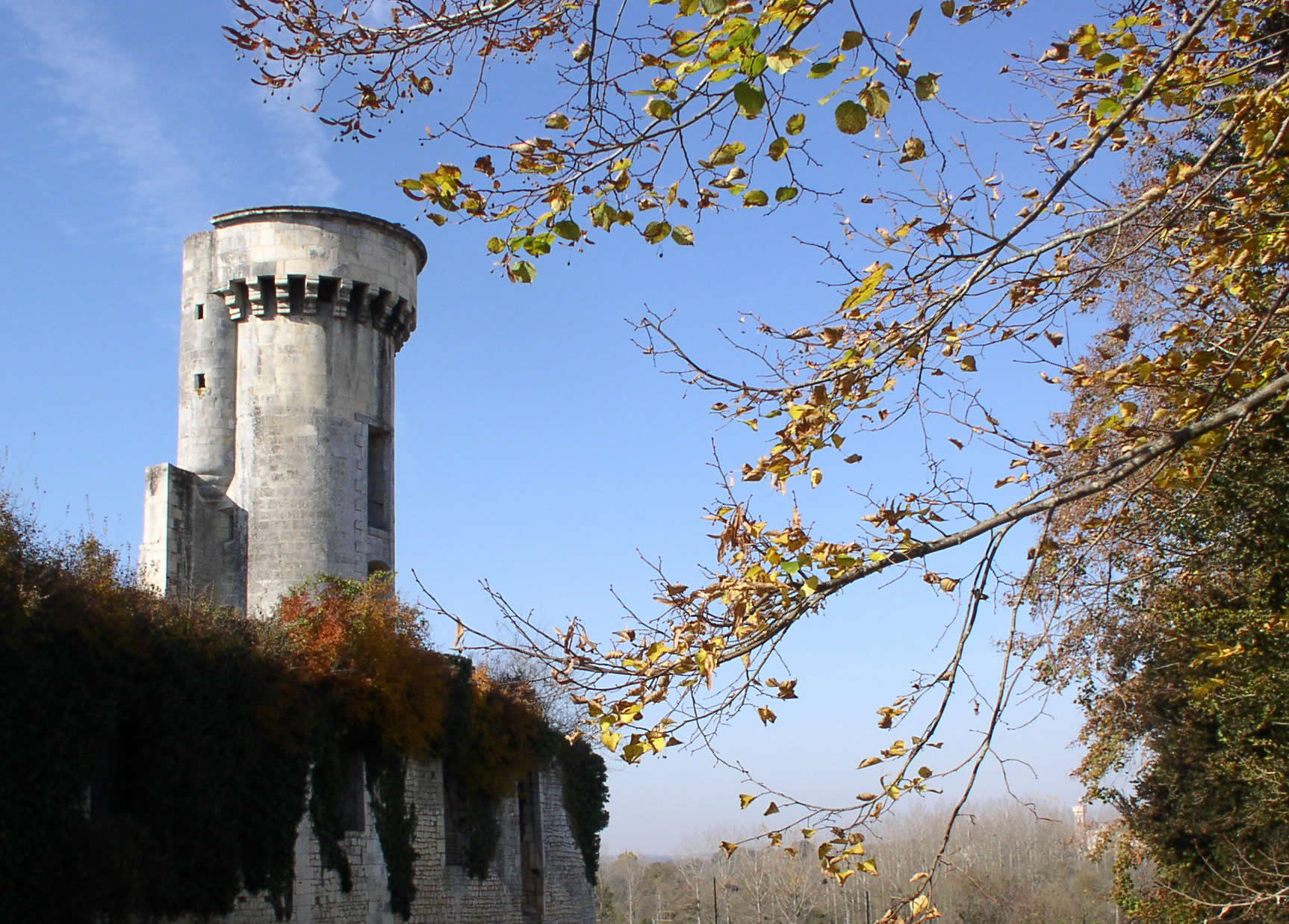
Taillebourg fut un ancien chef-lieu de canton jusqu'en 1800, détrôné par Saint-Savinien.

- Le  canton de Loulay incorpora celui de Lozay qui perdit sa fonction de chef-lieu de canton.
- Le canton de Matha a été élargi de celui de Beauvais-sur-Matha. Il est le devenu le canton qui compte le plus grand nombre de communes de tout le département au nombre record de 25 et il se classe au troisième rang départemental par sa superficie avec 289 km2.
- Le nouveau canton de Saint-Hilaire[3] fut créé au détriment de celui de Brizambourg, relégué au rang de commune, et d'une partie de l'ancien canton de Taillebourg et dont l'autre partie revint au canton de Saint-Savinien. Taillebourg perdit également son rang de chef-lieu de canton et fut relégué au simple rang de commune. Saint-Savinien devint le chef-lieu d'un canton remanié et comportant alors douze communes[4].

L'arrondissement de Saintes fut remodelé et incorpora 8 cantons au lieu de neuf précédemment. Les changements y furent parmi les plus notables du département :

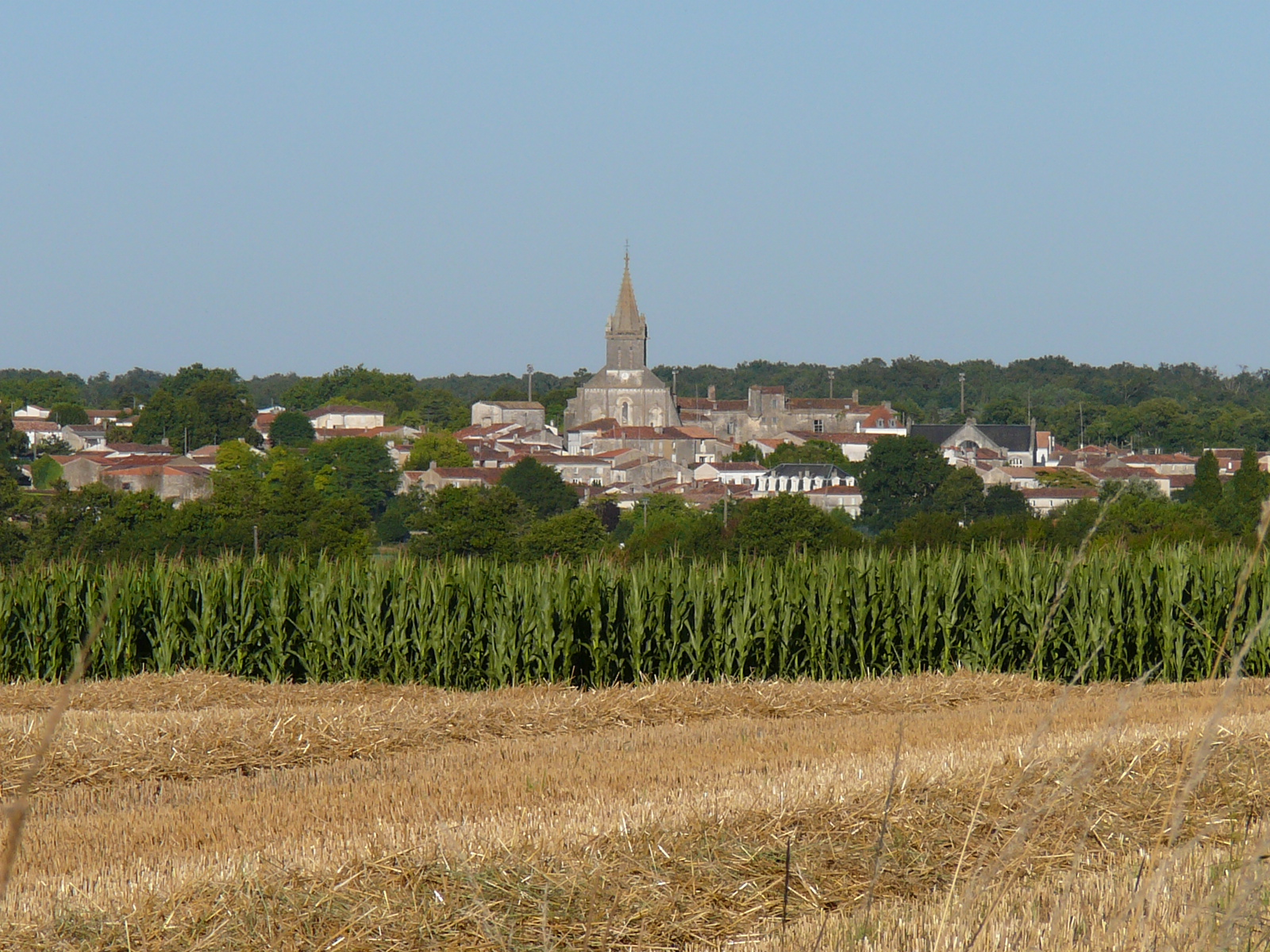
Pont-l'Abbé fut un ancien chef-lieu de canton remplacé par Saint-Porchaire, mieux situé géographiquement.

- Le canton de Pons intégra cet arrondissement, où Pons devint chef-lieu de canton en compensation de la perte de chef-lieu de district.
- Les chefs-lieux de canton de Pont-l'Abbé et de Saint-Saturnin-de-Séchaud[5] perdirent leur fonction au profit de Saint-Porchaire mieux situé géographiquement au centre d’un canton nouvellement délimité.
- Le nouveau canton de Burie se fit aux dépens de Brizambourg  et de Dompierre qui perdirent tous deux leurs fonctions de chef-lieu de canton. Ce canton est demeuré longtemps le plus petit des cantons de l'arrondissement de Saintes autant par sa superficie que par sa population[6].
- Enfin, le canton de Saintes fut subdivisé en deux cantons que sépare la Charente : Saintes-Nord et Saintes-Sud.

## La Charente-Maritime aujourd'hui

### Le changement du nom du département
Le département de la Charente-Inférieure fut dénommé  Charente-Maritime par un décret du 4 septembre 1941.
Ce changement du nom du département aurait son origine dans la forte pression exercée par les négociants du cognac du département qui se sentaient défavorisés par leurs collègues du département voisin de la Charente, le qualificatif « inférieur » attaché au nom du département pouvant être pris comme un argument de mévente de l'eau-de-vie.

### La modification du nombre des cantons et des arrondissements

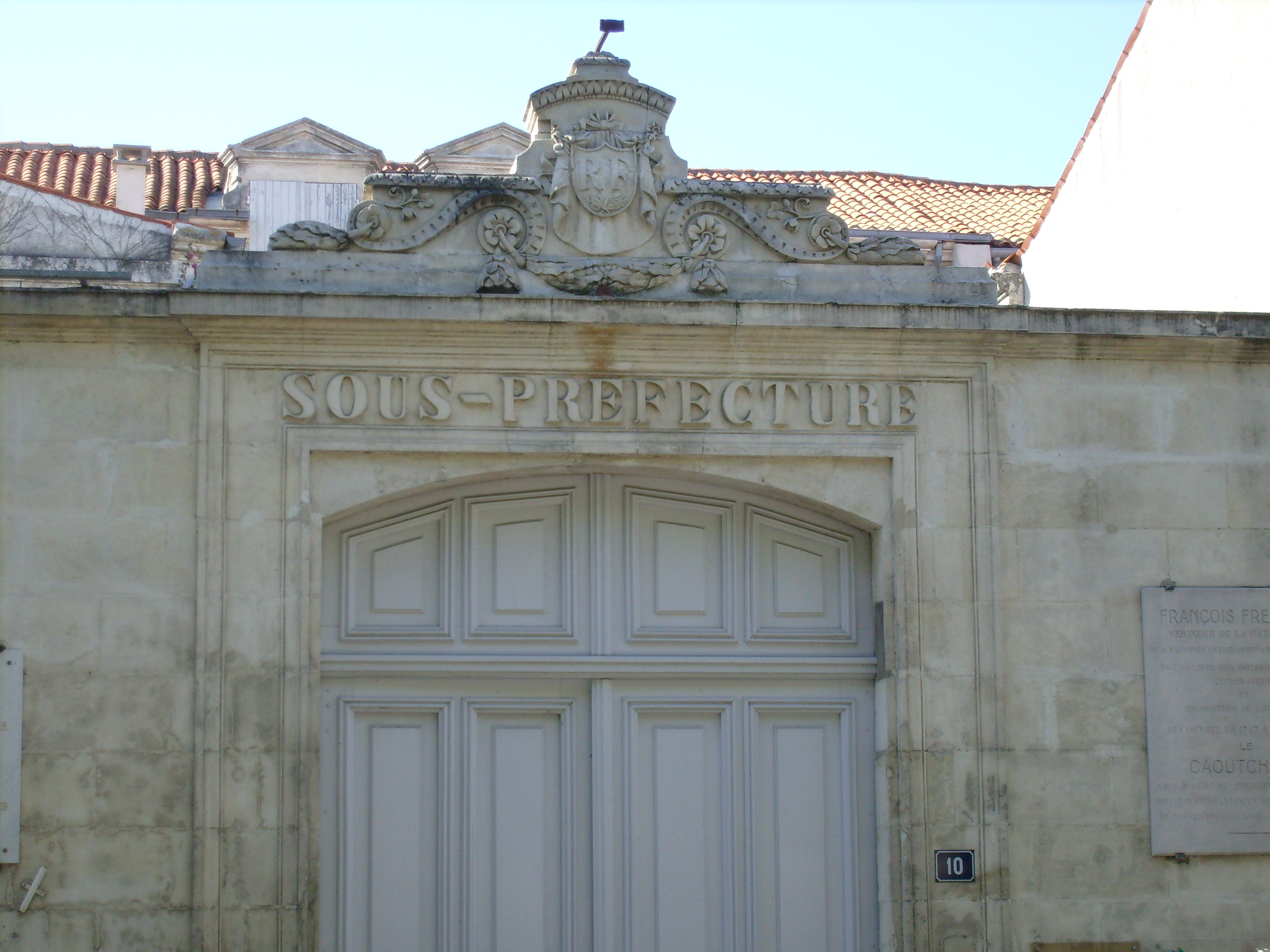
L'ancienne sous-préfecture de Marennes. La ville a exercé cette fonction administrative de 1790 à 1926.

Le décret-loi Poincaré du 10 septembre 1926 supprima les arrondissements de  Marennes et de Saint-Jean-d'Angély qui furent respectivement rattachés aux arrondissements de Rochefort et de Saintes. De ce fait, ces deux villes perdirent leur statut de sous-préfecture mais conservèrent leurs fonctions judiciaires.
C’est en 1943 que Saint-Jean-d'Angély recouvra sa fonction de sous-préfecture et la totalité de son arrondissement.
Par contre, Marennes a perdu cette fonction administrative depuis 1926, mais elle a pu garder les deux tribunaux d’instance et de commerce jusqu’à la réforme judiciaire de 2007.

### Cinq arrondissements, 51 cantons
- Cinq arrondissements

Depuis le 26 novembre 1943, le département compte cinq arrondissements :
- Jonzac,
- Rochefort,
- La Rochelle,
- Saint-Jean-d'Angély.
- Saintes
- 51 cantons

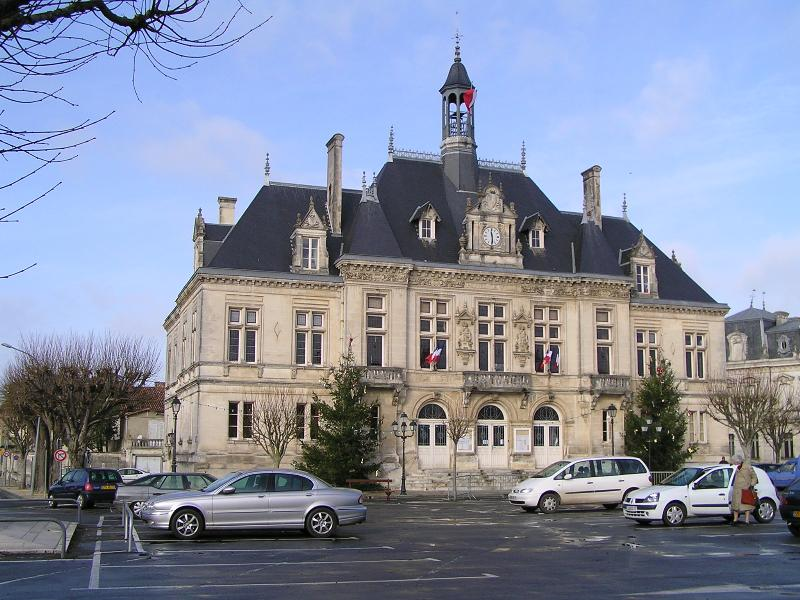
Façade de l'hôtel de ville de Saint-Jean-d'Angély. C'est l'une des sous-préfectures de la Charente-Maritime.

Si le nombre d'arrondissements n'a plus varié depuis la  refonte administrative de 1943, il n'en a pas été ainsi des cantons dont le nombre a sensiblement évolué depuis 1973. À cette date, la Charente-Maritime ne comptait que 40 cantons et ce nombre n'avait pas varié depuis l'année 1800, année pendant laquelle Napoléon Bonaparte avait considérablement modifié la carte administrative de la France.
En 1973, le Ministère de l’Intérieur a tenu compte des évolutions démographiques. Les cantons rochelais ont doublé, passant de deux à quatre, tandis que le canton de Royan a été dédoublé. C'est à partir de cette année-là que les arrondissements de Saintes et de Rochefort ont subi une modification territoriale importante. La commune de Saint-Georges-de-Didonne a été retranchée du canton de Saujon et a été annexée à une partie de la ville de Royan pour former le nouveau canton de Royan-Est. En 1973, le canton de Saujon compte alors 13 communes au lieu de 14 et sa superficie passe de 208,33 km2 à 197,75 km2. La Charente-Maritime dénombrait alors 43 cantons.

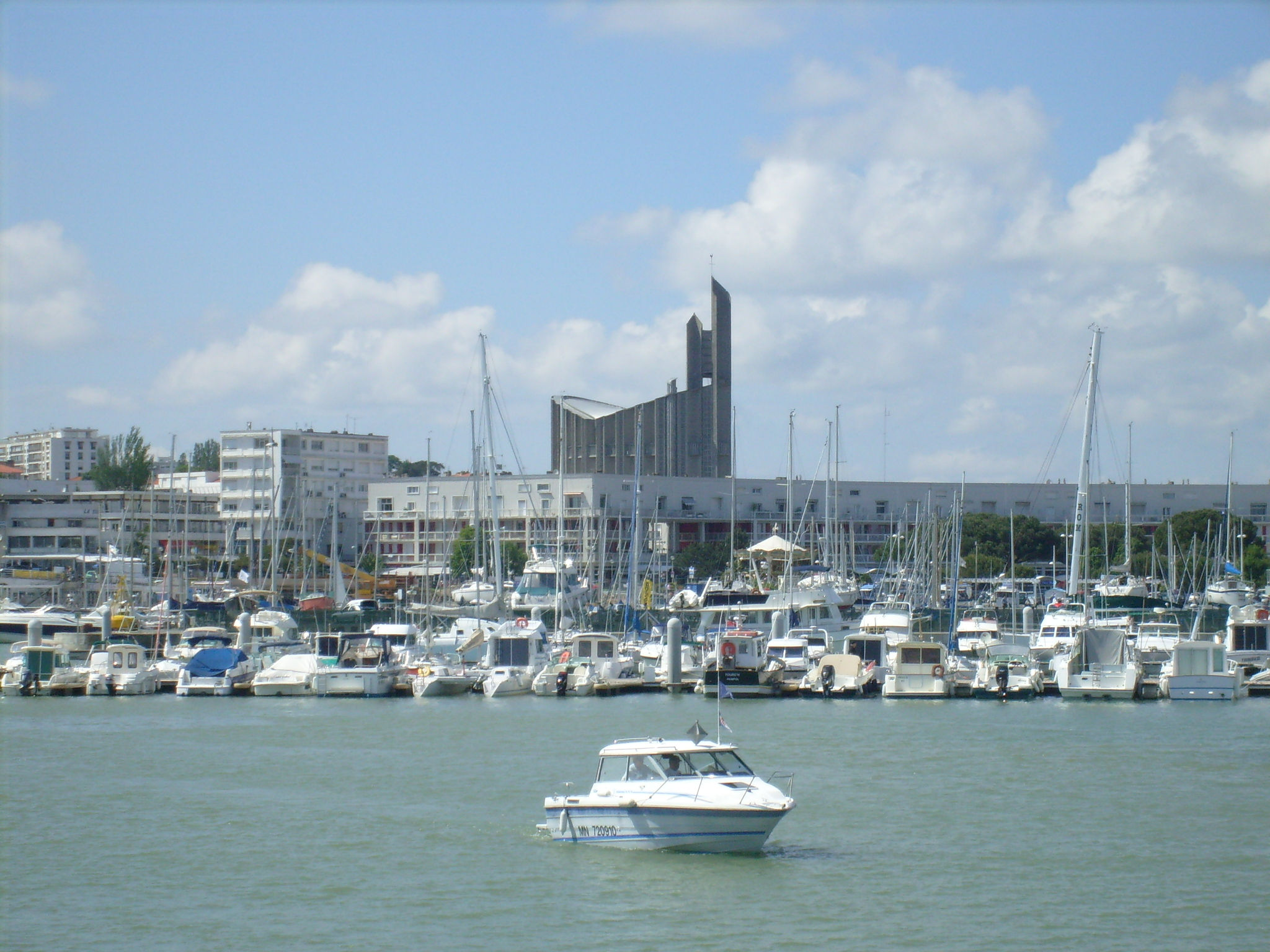
Le port de Royan. La quatrième ville de la Charente-Maritime est chef-lieu de canton dans l'arrondissement de Rochefort.

En 1982, le nombre de cantons a été porté à 45, concernant la création de deux nouveaux cantons rochelais.
Le dernier redécoupage remonte à celui de 1985 avec la création de  quatre nouveaux cantons rochelais, dont celui d’Aytré, un troisième canton à Rochefort et un troisième, également, à  Saintes.
Ainsi, la Charente-Maritime compte-t-elle 51 cantons depuis le dernier redécoupage de 1985 et ce nombre n'a plus varié depuis cette date malgré une très forte croissance démographique.
Jusqu'à présent, la répartition par arrondissement est la suivante :
- Arrondissement de Jonzac : 7 cantons et 114 communes : Archiac, Jonzac, Mirambeau, Montendre, Montguyon, Montlieu-la-Garde et Saint-Genis-de-Saintonge.

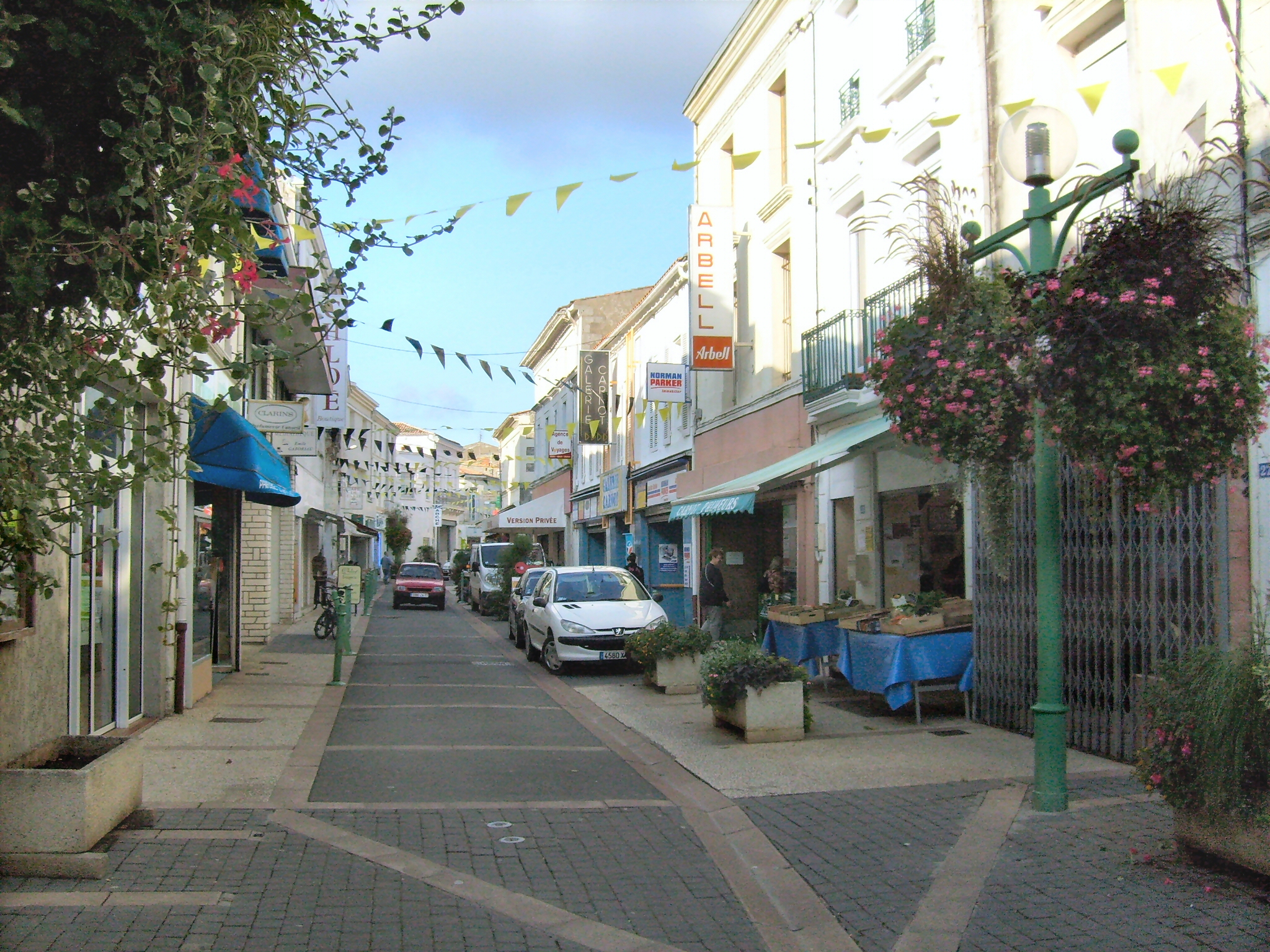
Le centre-ville de Saujon. Cette ville dynamique est chef-lieu de canton dans l'arrondissement de Saintes.

- Arrondissement de Rochefort : 13 cantons et 79 communes : Aigrefeuille-d'Aunis, Le Château-d'Oléron, Marennes, Rochefort (3 cantons), Royan (2 cantons), Saint-Agnant, Saint-Pierre-d'Oléron, Surgères, Tonnay-Charente, La Tremblade.
- Arrondissement de La Rochelle : 15 cantons et 57 communes : Ars-en-Ré, Aytré, Courçon, La Jarrie, Marans, La Rochelle (9 cantons) et Saint-Martin-de-Ré.
- Arrondissement de Saint-Jean-d'Angély : 7 cantons et 115 communes : Aulnay, Loulay, Matha, Saint-Hilaire-de-Villefranche, Saint-Jean-d'Angély, Saint-Savinien et  Tonnay-Boutonne.
- Arrondissement de Saintes : 9 cantons et 107 communes :  Burie, Cozes, Gémozac, Pons, Saint-Porchaire[9], Saintes (3 cantons) et Saujon.

Malgré l’augmentation sensible de la population du département depuis 1985, où le département a gagné plus de 75 000 habitants, surtout sur le littoral et dans les quatre principales agglomérations, « aucune modification de la carte administrative n’a été effectuée en mars 2008, lors du renouvellement partiel (par moitié) de l’assemblée départementale ».
Le redécoupage de la carte administrative qui avait été annoncé « au printemps 2010 » n'a pas eu lieu et semble ajourné sine die.
- Carte des arrondissements actuels du département de la Charente-Maritime

Carte des arrondissements de Charente-Maritime

- Carte des cantons actuels du département de la Charente-Maritime

Carte des cantons de Charente-Maritime

### La superficie du département et des arrondissements
Si des modifications de la carte administrative ont pu être observées à l’intérieur même du département, celui-ci cependant n’a jamais connu de modification de ses limites départementales depuis sa création.
La superficie de la Charente-Maritime est de 6 864 km2, telle qu'elle a été retenue par les services officiels de l'I.N.S.E.E, ce qui classe le département au 19e rang en France métropolitaine.
Les arrondissements ont des superficies différentes, mais aucun d’eux n’occupe le tiers de la surface départementale - ou plus de 2 000 km2 - comme cela peut être observé dans les départements voisins.
Ainsi, l'arrondissement de Saintes qui est le plus étendu avec 1 546 km2 occupe moins d'un quart du département avec 22,5 % du territoire départemental. Il est le plus étendu des arrondissements de la Charente-Maritime, soit 22, 3 % du territoire départemental) et de Rochefort (1 528 km2, soit 22,3 % du territoire départemental).
L'arrondissement de Saint-Jean-d'Angély  avec une superficie de 1 442 km2 occupe un peu plus d'un 1/5e du territoire départemental (21 %).
Par contre l'arrondissement de La Rochelle, avec 818 km2, soit 11,9 % du territoire départemental, est, non seulement, le plus petit arrondissement de la Charente-Maritime.
| Arrondissement      | superficie (en km2) | proportion dans le département |
| ------------------- | ------------------- | ------------------------------ |
| Saintes             | 1 546               | 22,5 %.                        |
| Jonzac              | 1 530               | 22,3 %.                        |
| Rochefort           | 1 528               | 22,3 %.                        |
| Saint-Jean-d'Angély | 1 442               | 21 %.                          |
| La Rochelle         | 818                 | 11,9 %.                        |

## Les 472 communes de Charente-Maritime
Depuis le recensement de la population de 1975, le département rassemble 472 communes réparties en 51 cantons rassemblés en 5 arrondissements. Mais le nombre de communes a beaucoup varié au cours de ces deux derniers siècles.

### Les modifications territoriales communales
Les modifications territoriales ont également concerné les communes, ancêtres des paroisses, depuis la Constituante de 1790, c'est pourquoi leur nombre a beaucoup varié depuis la création du département. C'est dans le courant du XIXe siècle, que de nombreuses modifications communales ont eu lieu et, ce, principalement pendant la période de la Restauration et celle de la Troisième République, à cheval sur le XIXe siècle et le XXe siècle.
De la Restauration à la Deuxième République
Pendant la période de la Restauration, qui va de 1815 à 1830, aucune création de commune n'est relevée, mais un important mouvement de regroupement communal par fusion a été opéré.
Ainsi de 1818 à 1827, 24 communes ont fusionné et ont contribué à réduire drastiquement le nombre de communes en Charente-Inférieure où, à la fin de la Restauration, le département dénombrait 480 communes.
Une seule association de communes eut lieu par une ordonnance royale le 31 mars 1825 concernant la réunion des communes de Hiers et de Brouage pour former la commune de Hiers-Brouage. Dans ce regroupement de communes, qui correspond en fait à une fusion de communes, la particularité est que chaque ancienne commune a pu conserver son nom d'origine. Ce qui n'a pas été le cas pour nombre d'autres fusions communales qui sont des "fusions absorptions".
Le mouvement s'est poursuivi pendant la période de la monarchie de Juillet qui va de 1830 à 1848. Il est notamment caractérisé par la création de deux nouvelles communes alors que, pendant la Restauration, l'administration avait favorisé le regroupement communal. La Garde est une création communale "artificielle" par le regroupement des communes de Challaux et de Saint-Vivien, tandis que les communes de Salignac et de La Ronde sont les deux premières créations communales du département par distraction. Elles sont devenues des communes en se séparant respectivement en 1831 et 1848 des communes de Pérignac et de Taugon. Le nombre total de communes passe alors à 481.
Le cas de création de la commune de La Garde est assez exceptionnel en Charente-Maritime et a été rarement reconduit par la suite.
Pendant la Deuxième République, la stabilité du mouvement des communes en Charente-Inférieure est de rigueur. Seule, la commune de Saint-Pierre-de-Surgères a fusionné avec Surgères en 1850, ramenant le nombre total de communes à 480, comme à la fin de la période de la Restauration.
Pendant le Second Empire
Pendant le Second Empire, le mouvement de fusion communale reprend, mais il ne s'applique qu'à La Rochelle qui commence à entamer son expansion urbaine et territoriale bien qu'elle demeure tout au long du XIXe siècle la deuxième ville du département, après Rochefort. 

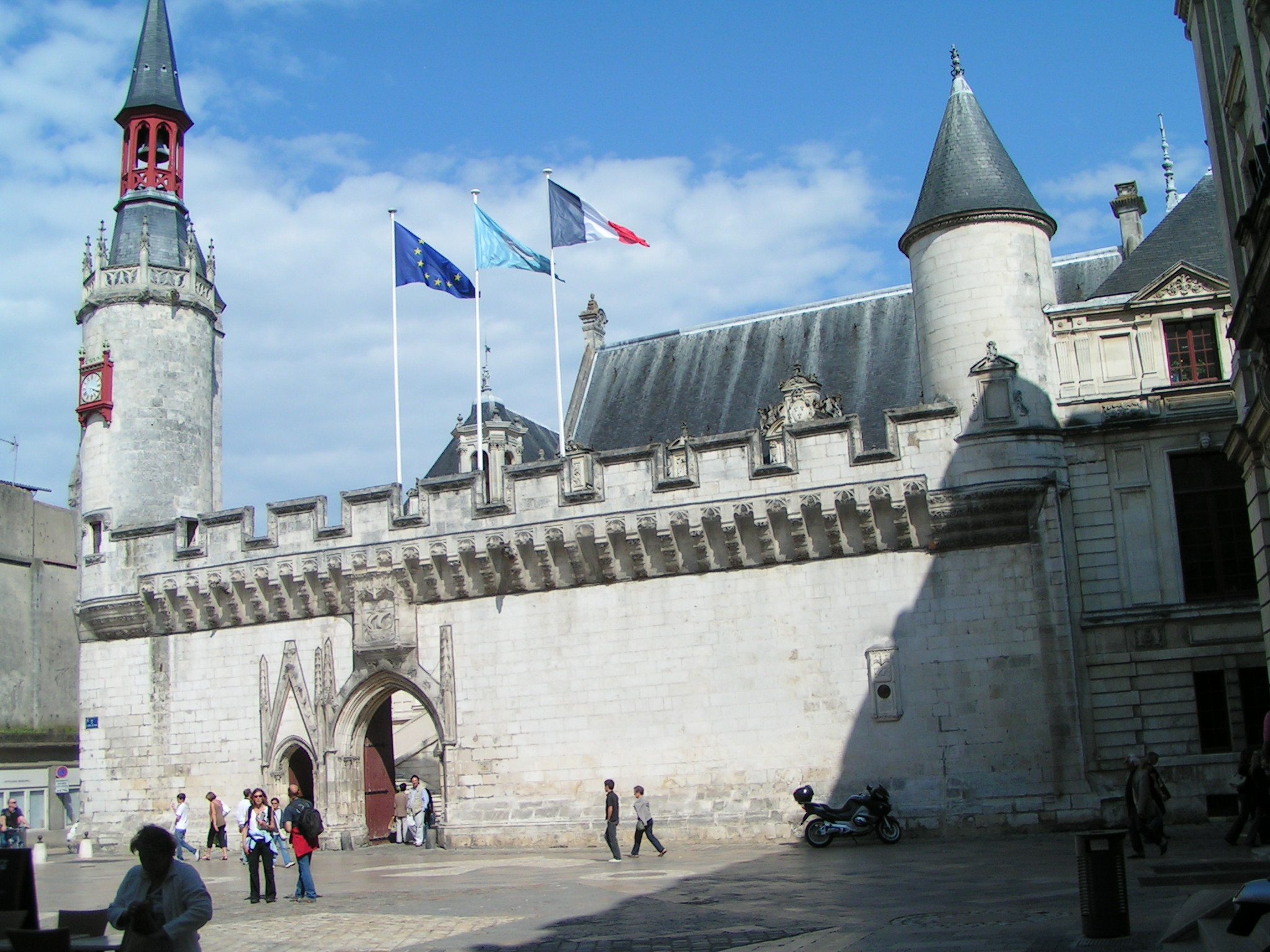
L'hôtel de ville de La Rochelle. La Rochelle est aujourd'hui la commune la plus peuplée de Charente-Maritime. Durant le XIXe siècle, elle a absorbé trois communes.

Par sa croissance, La Rochelle annexe les communes voisines de Saint-Maurice et de Cognehors en 1858.
De même, en 1858, Puilboreau est érigée en commune par distraction des parties des communes de Cognehors, Lagord et Dompierre. Puilboreau constitue alors l'unique commune à avoir été créée pendant la courte mais brillante période du Second Empire.
À la fin du Second Empire, le nombre total de communes du département est alors de 479, correspondant au plus petit nombre de communes pendant tout le XIXe siècle.
Pendant la Troisième République
Pendant la Troisième République, longue période de l'histoire française qui s'étend de 1870 à 1940, le mouvement de communes reprend avec beaucoup de vigueur.
Il se caractérise surtout par la création de six nouvelles communes qui s'échelonne de 1874 à 1928.
Saint-Clément-des-Baleines est devenue une commune en 1874, en se détachant de la commune d'Ars-en-Ré.
Salignac-sur-Charente a été érigée en commune en 1876, en se séparant de la commune de Pérignac, grosse commune rurale qui appartient au canton de Pons et est limitrophe du département voisin de la Charente. 

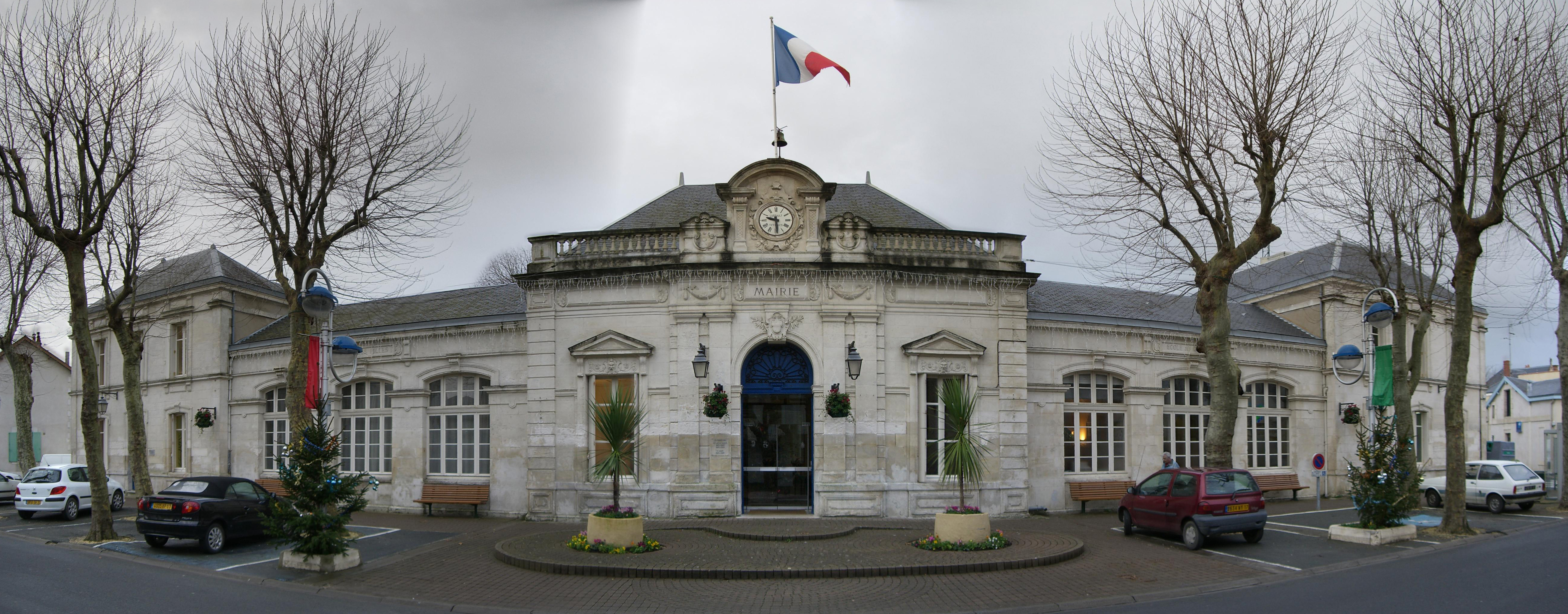
Mairie de Châtelaillon-Plage. La station balnéaire s'est érigée en commune en 1896 en se séparant d'Angoulins-sur-Mer.

Châtelaillon a été créée en 1896, en se dissociant de la commune d'Angoulins-sur-Mer.
Nieulle-sur-Seudre est une création communale de 1902, par distraction de la commune de Saint-Sornin, dans le canton de Marennes.
Bourcefranc s'est séparée de Marennes et a été constituée en commune en 1908.
Enfin, Rivedoux s'est dissociée de Sainte-Marie-de-Ré pour se constituer en commune en 1928. C'est la toute dernière commune à avoir été créée pendant la Troisième République.
Ces nouvelles communes sont toutes des créations communales par distraction.
Dans cette même période, Laleu fusionne avec La Rochelle en 1880 et Villepouge intègre la commune d'Aumagne en 1901.
Le nombre de communes est ainsi passé de 479 à 483 à la veille de la Seconde Guerre mondiale.
Depuis le lendemain de la Seconde Guerre mondiale
Au lendemain de la Seconde Guerre mondiale, la Charente-Maritime recensait 40 cantons et 483 communes.
Par la suite, trois nouvelles communes ont été créées dans le département. Ce sont toutes des communes littorales dont deux sont issues de l'île d'Oléron.
La première est Port-des-Barques qui se dissocie de Saint-Nazaire-sur-Charente en 1947.
Quatre ans plus tard, Le Grand-Village-Plage est créé par distraction de la commune de Saint-Trojan-les-Bains et la dernière née du département est La Brée-les-Bains par distraction de la commune de Saint-Georges-d'Oléron en 1953.
Ainsi, au recensement de population de 1954, la Charente-Maritime compte 486 communes.

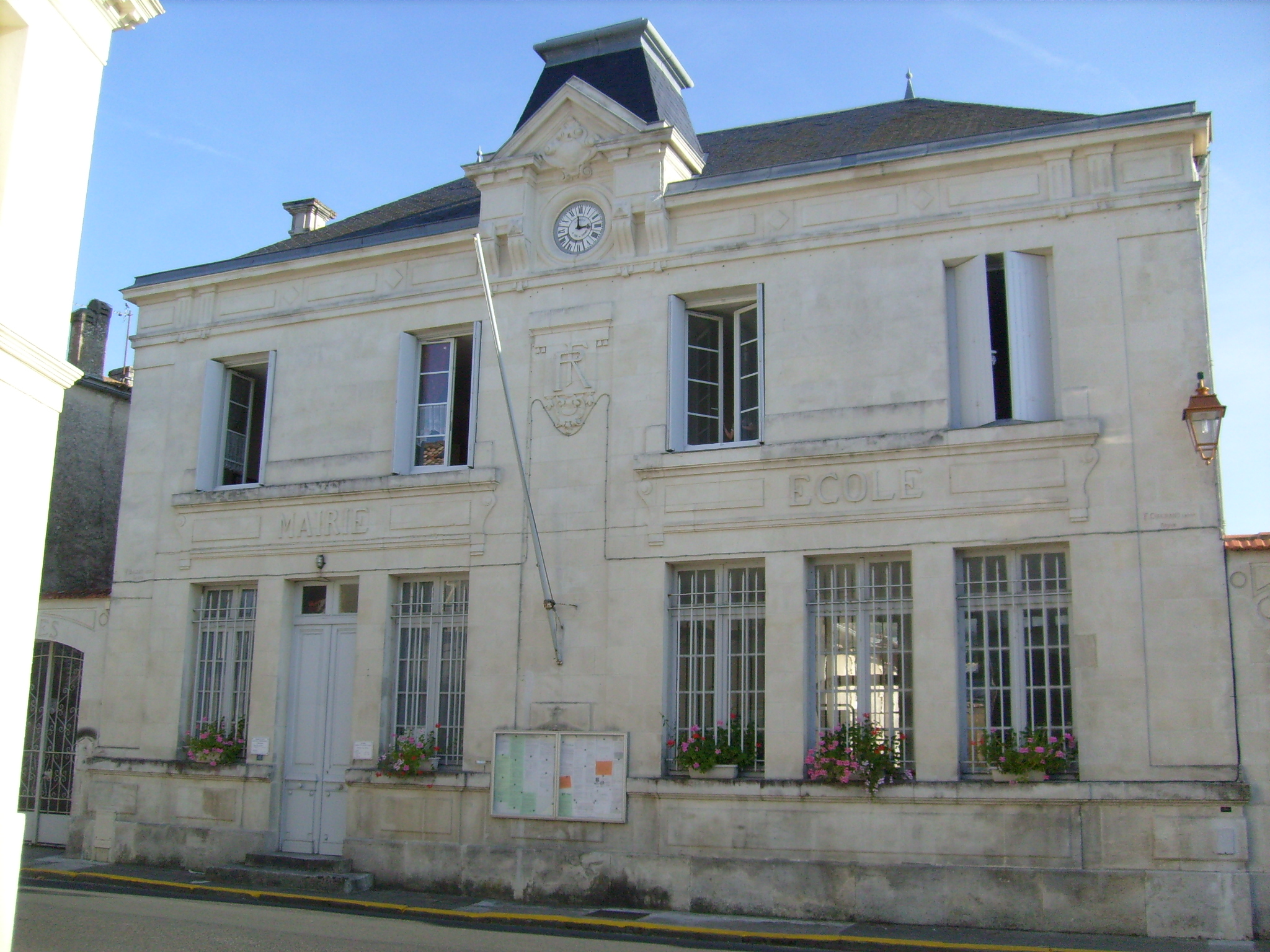
Mairie de Saint-Seurin-d'Uzet. Cette commune s'est associée avec Chenac pour former en 1960 la nouvelle commune de Chenac-Saint-Seurin-d'Uzet.

Cependant, le nombre de communes n'a cessé de varier, non plus cette fois, par la création pure de nouvelles communes, mais par des fusions ou des absorptions de communes.
Ce mouvement s'est donc perpétué à partir des années 1960 avec la fusion des communes de Chenac et de Saint-Seurin-d'Uzet dans le canton de Cozes pour devenir la nouvelle commune de Chenac-Saint-Seurin-d'Uzet. De même, en 1965, les communes de Montlieu et de La Garde se sont unies pour devenir la nouvelle commune de Montlieu-la-Garde.
Le mouvement s'est par la suite amplifié dans le courant des années 1970 et a concerné une vingtaine de communes.
- En 1972, les communes de Chardes et Vallet ont été "absorbées" par la commune de Montendre, de même, Salles-lès-Aulnay par Aulnay et Villenouvelle par Villeneuve-la-Comtesse.
- Les communes d'Authon et d'Ebéon ont fusionné et se nomment désormais Authon-Ebéon, de même, les communes de Bernay et Saint-Martin-de-la-Coudre sont devenues Bernay-Saint-Martin.

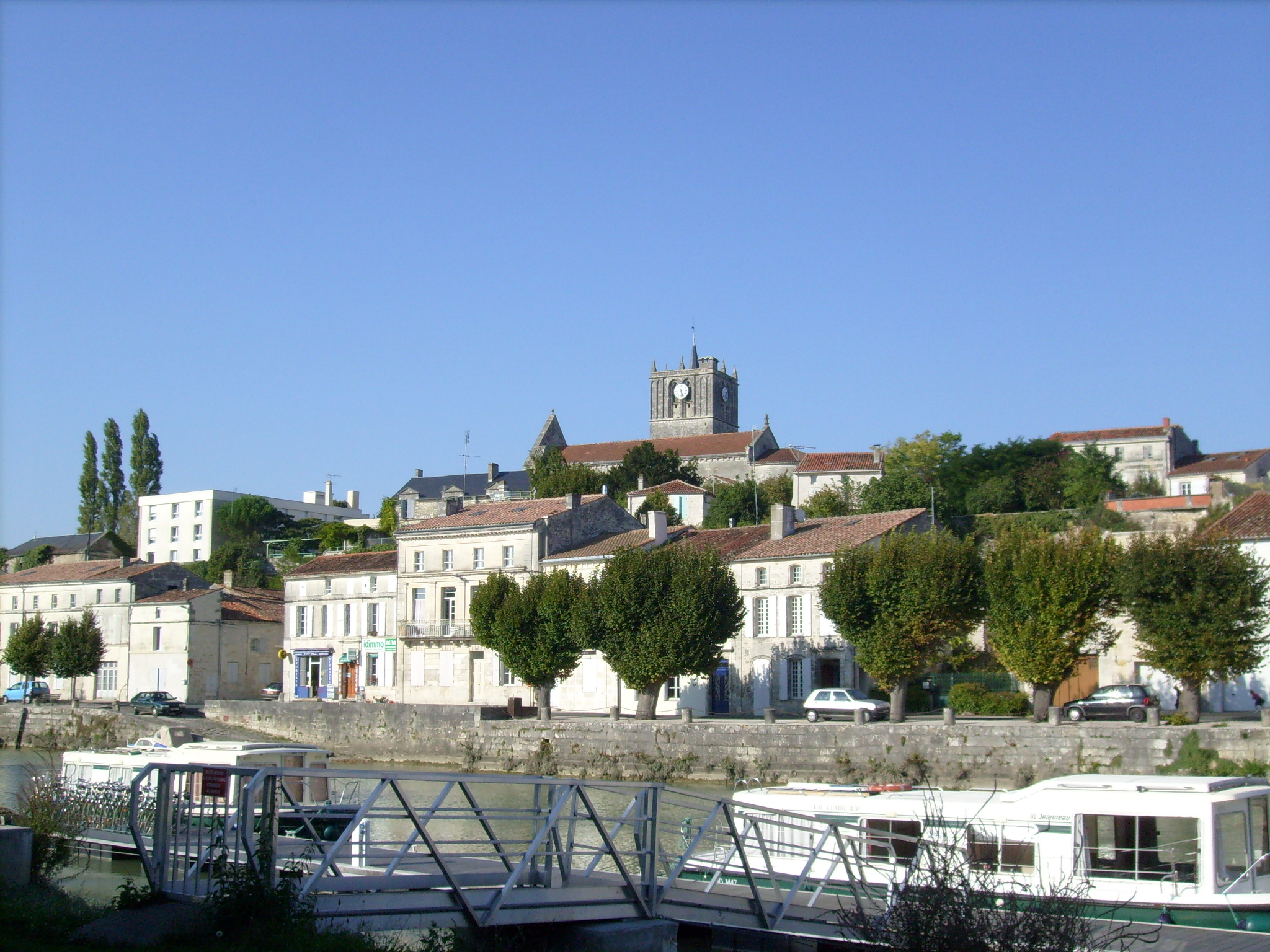
Les quais de Saint-Savinien. Ce chef-lieu de canton est devenu, à la suite des absorptions des communes d'Agonnay et de Coulonges-sur-Charente, la quatrième commune la plus étendue de la Charente-Maritime.

- En 1973, Saint-Savinien a "absorbé" les communes d'Agonnay et de Coulonge-sur-Charente. À la suite de cette opération de fusion communale, Saint-Savinien est devenue la quatrième commune la plus étendue de la Charente-Maritime avec 47 km2[14]. Les communes de Pommiers et de Moulons ont fusionné cette année-là pour devenir Pommiers-Moulons.
- En 1974, ce mouvement a concerné 6 communes. Ainsi, les communes d'Antezant et de La Chapelle se sont associées et s'appellent Antezant-la-Chapelle. La même année, la commune de Saint-Georges-de-Cubillac a fusionné avec celle d'Antignac et se nomme désormais Saint-Georges-Antignac. Il en a été de même pour la commune de Tugéras qui s'est associée avec Saint-Maurice-de-Laurençanne et forme la nouvelle commune de Tugéras-Saint-Maurice.

### Les changements de nom des communes en Charente-Maritime
Peu de communes ont changé leur nom depuis leur création lors de la Constituante de 1790 mais ces changements de nom sont surtout des ajouts pour éviter, notamment, la confusion due à leur homonymie avec une autre – ou d'autres – commune(s), notamment avec le département voisin de la Charente.

#### Sept changements radicaux de nom de commune
Cependant, sept communes ont radicalement changé de nom, mais il s'agit de cas assez rares dans le département.

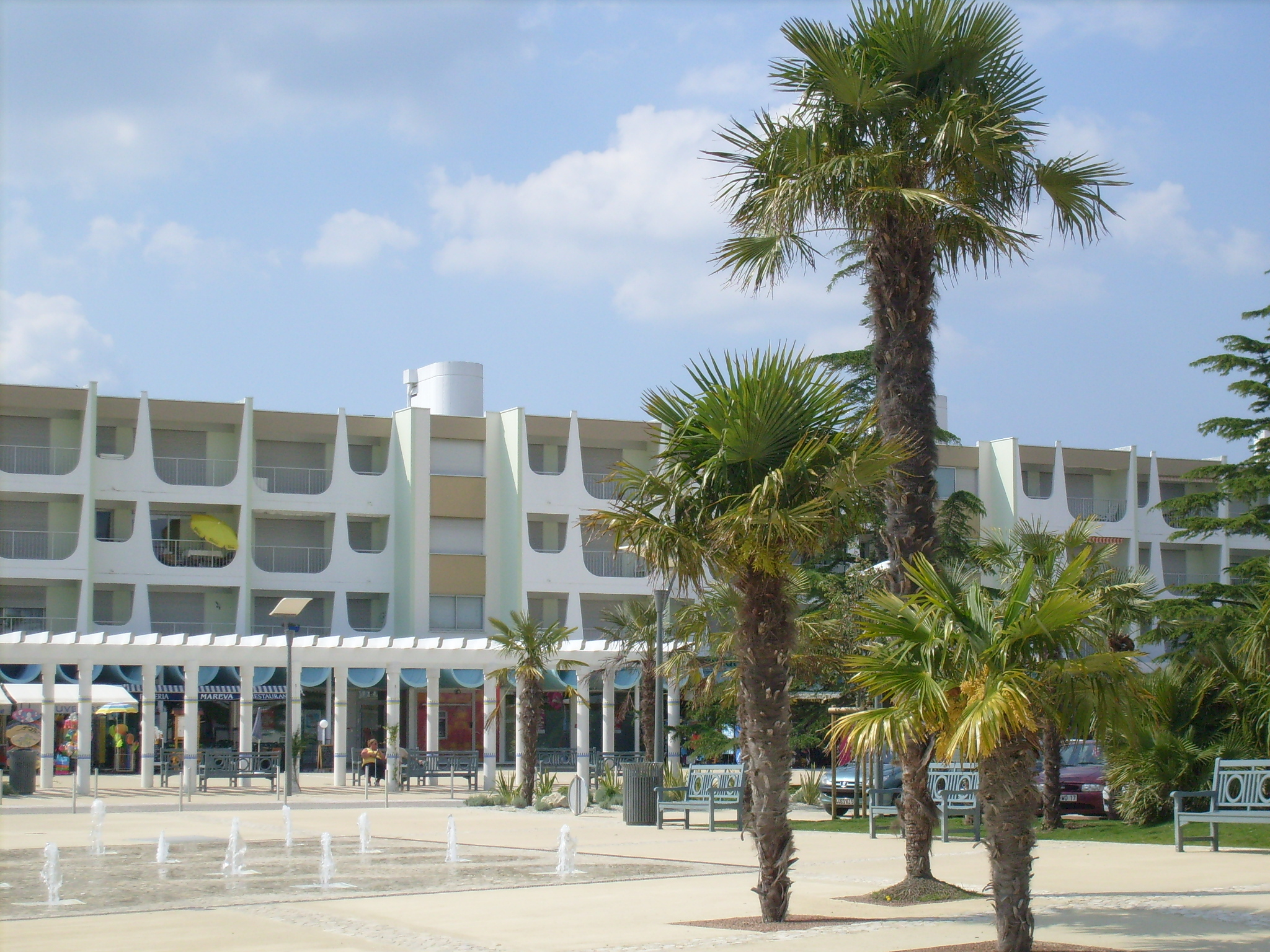
Le centre-ville de Saint-Palais-sur-Mer. Cette station balnéaire fait partie des sept communes de la Charente-Maritime à avoir radicalement changé de nom. Elle s'appelait jusqu'en 1920 Le Bureau-les-Bains.

En 1838, la commune de Saint-Saturnin-de-Séchaud changea de nom et prit le nom de Port-d'Envaux. Le nom de Port-d'Envaux provient de sa position géographique, à l'aval de Taillebourg, sur la Charente.
- En 1902, la commune de Saint-Clément a pris le nom de celui de Cabariot, issu du petit village mieux situé géographiquement au sein de la commune.
- En 1920, la commune de Bureau-les-Bains changea de nom et prit le nom de Saint-Palais-sur-Mer.
- En 1928, deux communes ont changé de nom : Saint-Martin-de-Villeneuve est l'ancien nom de La Grève-sur-Mignon et Saint-Symphorien-des-Bois est devenue La Gripperie-Saint-Symphorien.
- En 1937, Saint-Martial-de-Coculet est devenue Saint-Martial-sur-Né.

Saint-André-de-Dolus est devenue Saint-André-de-Lidon, probablement la commune a-t-elle changé de nom pour éviter une confusion d'homonymie avec Dolus-d'Oléron dans l'île d'Oléron.

#### Deux cas de raccourcissement de nom
Deux communes ont raccourci leur appellation, il s'agit là de cas isolés en Charente-Maritime car la tendance est plutôt de rallonger les noms des communes. Il s'agit des deux communes suivantes :
- Saint-Hypolite-de-Biard est devenue Saint-Hippolyte. Cette commune, située dans le canton de Tonnay-Charente, sur la rive gauche de la Charente, a également modifié l'orthographe de son nom, ce qui constitue un cas rarissime en matière de toponymie contemporaine.
- Saint-Médard-de-la-Barde (ou Saint-Médard-de-Bardefaniane) est devenue Saint-Médard.

Par contre, un assez grand nombre de communes ont enrichi leur appellation, souvent par identification régionale. Ainsi, les noms des anciennes provinces de l'Aunis et de la Saintonge sont-ils des ajouts récents, datant généralement de la fin du XIXe siècle et du XXe siècle. D'autres communes ont apporté une précision géographique, généralement des noms tirés d'un fleuve ou d'une rivière ou, plus encore, de la proximité du littoral en raison cette fois de l'essor des bains de mer.

#### Les noms des anciennes provinces
- Aigrefeuille est devenue Aigrefeuille d'Aunis en 1891.

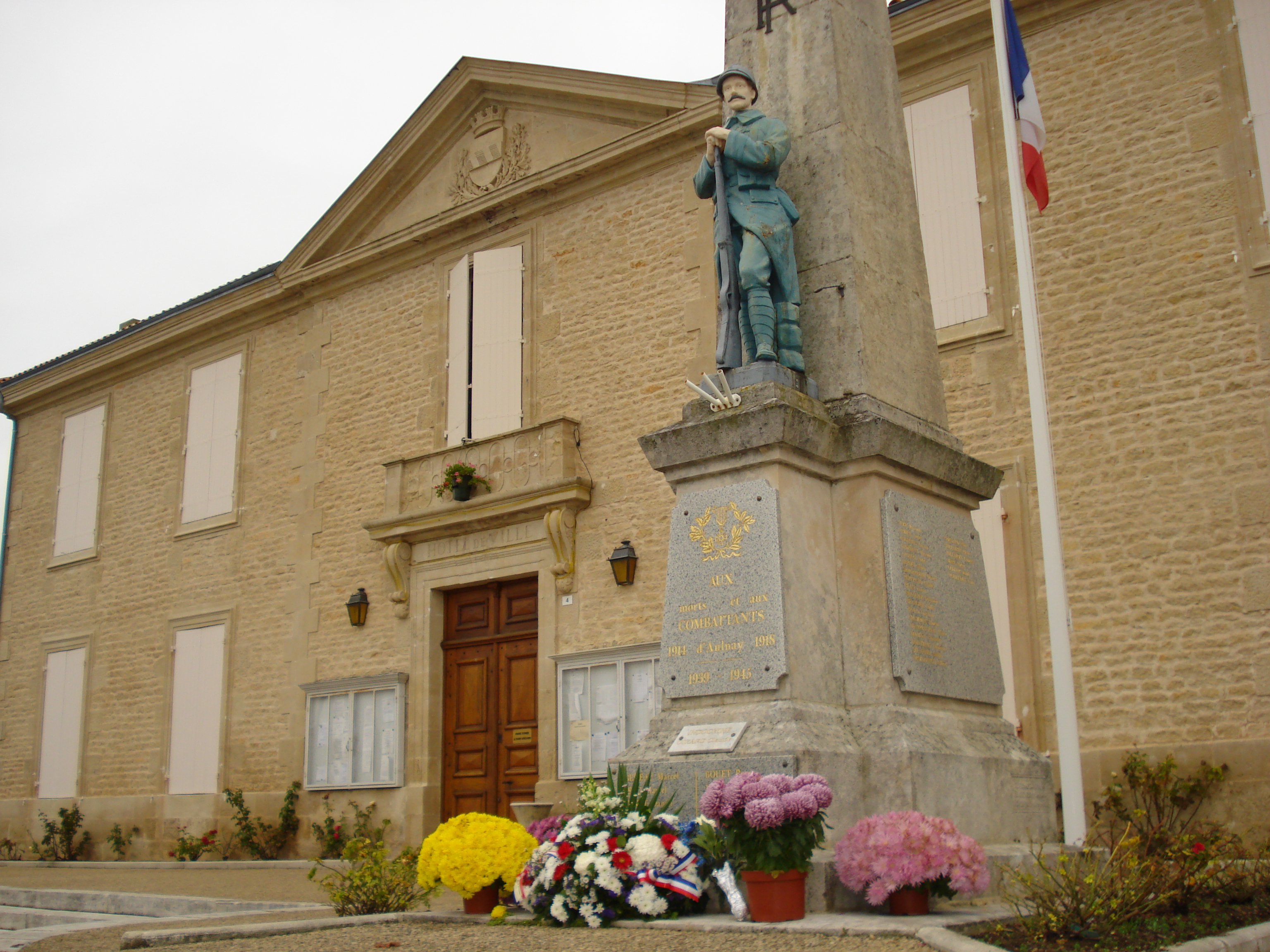
La mairie d'Aulnay, la commune est aussi appelée Aulnay-de-Saintonge

- Aulnay est appelée Aulnay-de-Saintonge en 1875. Le cas d'Aulnay relève plutôt de l'anecdote, étant due au zèle d'un employé administratif qui ajouta improprement de Saintonge alors qu'historiquement Aulnay a toujours appartenu au Poitou.
- Ciré est devenue Ciré-d'Aunis en 1894.
- Nuaillé est devenue Nuaillé-d'Aunis en 1913.
- Saint-Genis est devenue Saint-Genis-de-Saintonge en 1893.
- Saint-Médard est devenue Saint-Médard-d'Aunis en 1920. Dans le cas de ce nom, deux autres communes portent ce nom : une en Charente-Maritime – canton de Jonzac – et l'autre dans le département voisin de la Charente.
- Saint-Ouen est devenue Saint-Ouen-d'Aunis en 1910. Une commune homonyme en Charente-Maritime, dans le canton de Matha, a également changé de nom en 2013 passant de Saint-Ouen à Saint-Ouen-la-Thène pour la différencier des autres Saint-Ouen.
- Saint-Sauveur-de-Nuaillé est devenue Saint-Sauveur-d'Aunis en 1937.
- Saint-Sever est devenue Saint-Sever-de-Saintonge en 1972.

#### Les noms des îles

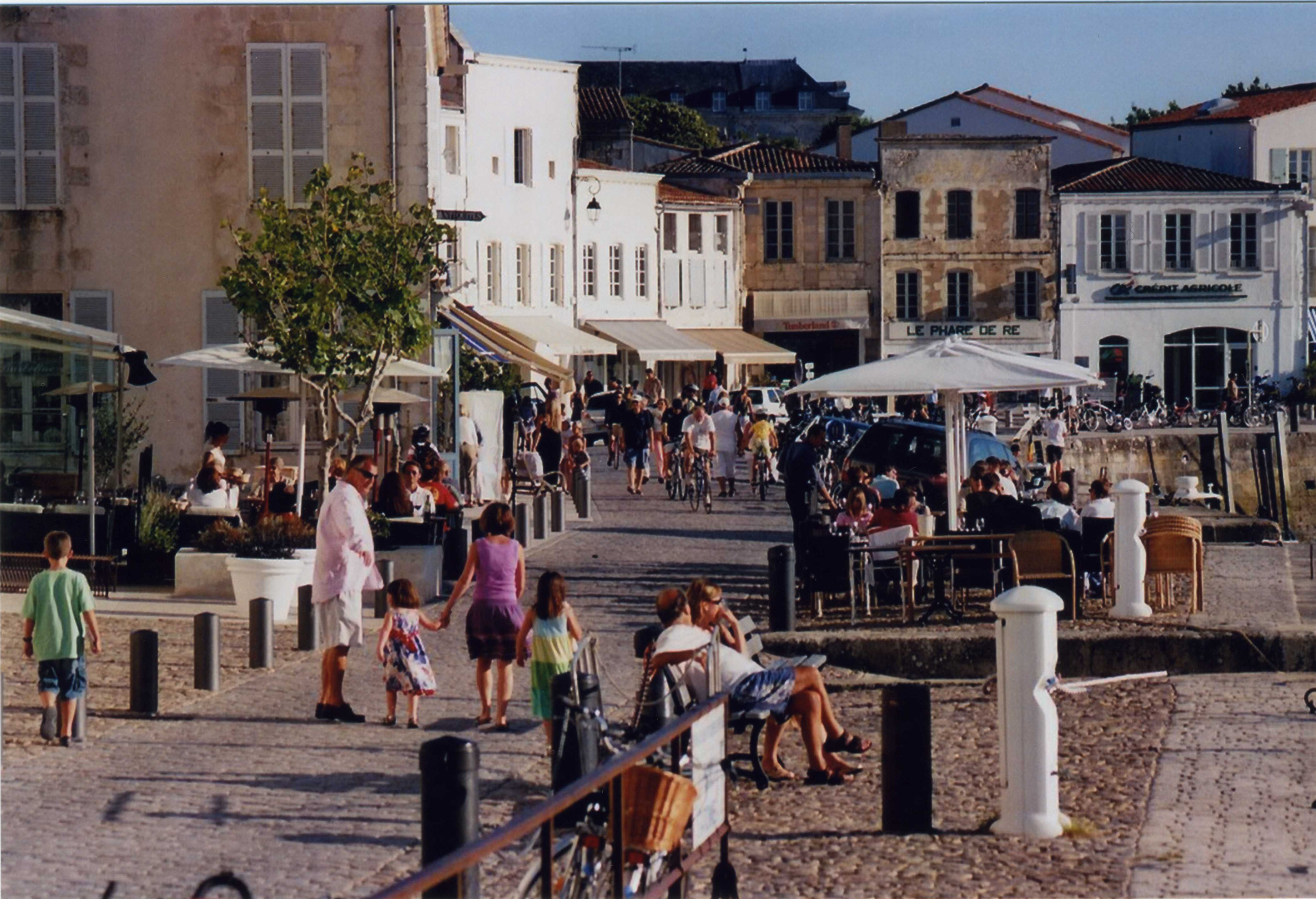
Les quais de Saint-Martin-de-Ré. Jusqu'en 1962, cette jolie cité portuaire se nommait simplement Saint-Martin.

- La commune d'Ars est devenue Ars-en-Ré en 1962.
- La commune du Bois est devenue Le Bois-Plage-en-Ré en 1927.
- La commune des Portes est devenue Les Portes-en-Ré en 1979.
- La commune de Saint-Denis est devenue Saint-Denis-d'Oléron en 1962.
- La commune de Saint-Georges est devenue Saint-Georges-d'Oléron en 1962.
- La commune  de Saint-Martin est devenue Saint-Martin-de-Ré en 1962.
- La commune  de Sainte-Marie est devenue Sainte-Marie-de-Ré en 1888.
- La commune  de Saint-Pierre est devenue Saint-Pierre-d'Oléron en 1962

#### Les hydronymes

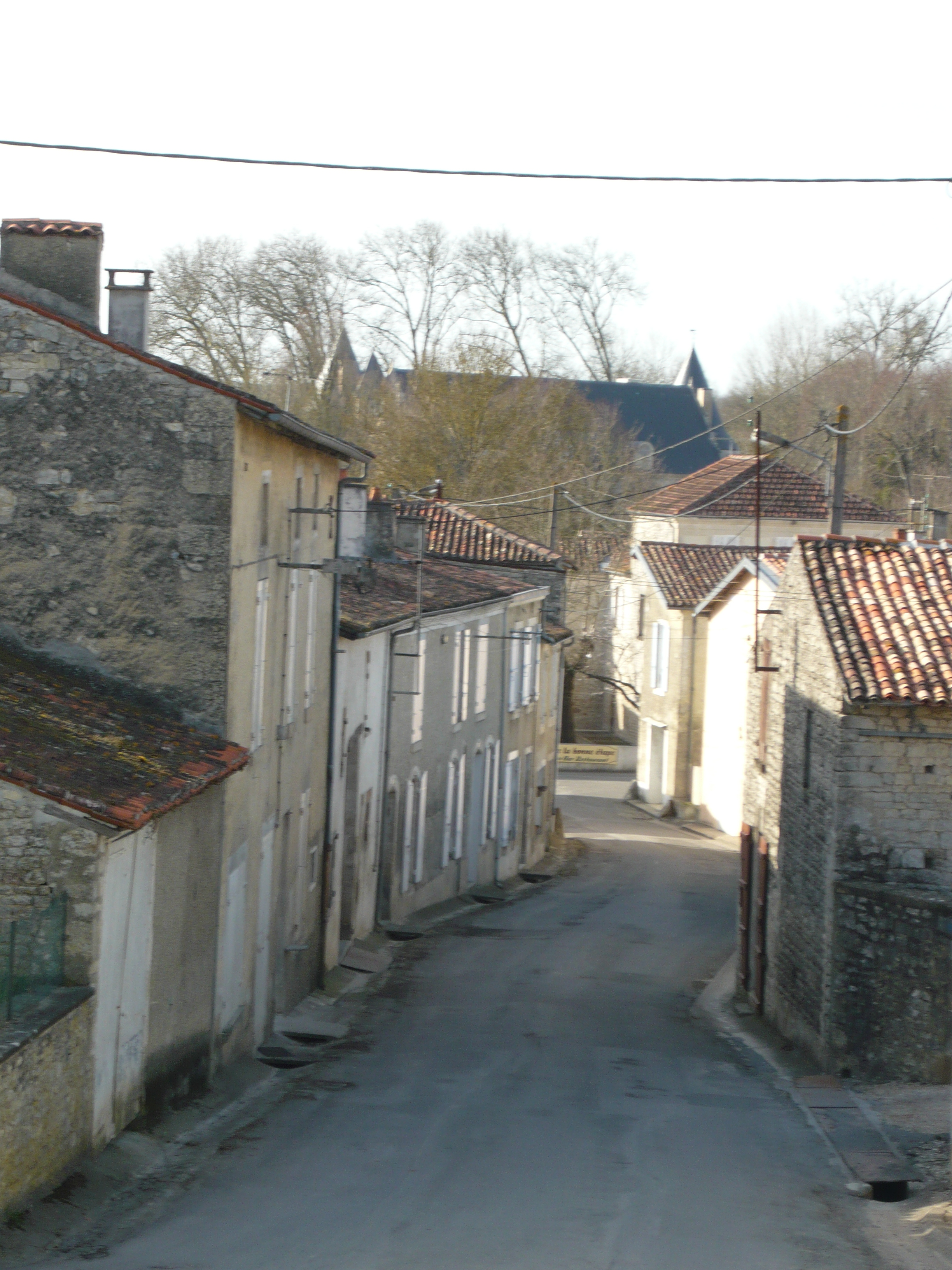
Une rue de Dampierre-sur-Boutonne. Cette petite commune a pris le nom de la rivière qui la traverse pour éviter une confusion due à son nom.

- Blanzay est devenue Blanzay-sur-Boutonne en 1921.
- Brives est devenue en Brives-sur-Charente en 1962.
- Bussac est devenue Bussac-sur-Charente en 1984. C'est l'avant-dernière commune du département à avoir modifié son nom.
- Chantemerle est devenue Chantemerle-sur-la-Soie en 1920.
- Dampierre est devenue Dampierre-sur-Boutonne en 1893.
- Dœuil est devenue Dœuil-sur-le-Mignon en 1913.
- Dompierre est devenue Dompierre-sur-Charente en 1918 afin ne pas la confondre avec la commune de Dompierre-sur-Mer en Aunis.
- Fléac est devenue Fléac-sur-Seugne en 1909, le village se distingue ainsi de son homonyme de Charente, la petite ville de Fléac dans la banlieue d'Angoulême.
- Loiré est devenue Loiré-sur-Nie en 1922.
- Meschers est devenue Meschers-sur-Gironde en 1898.

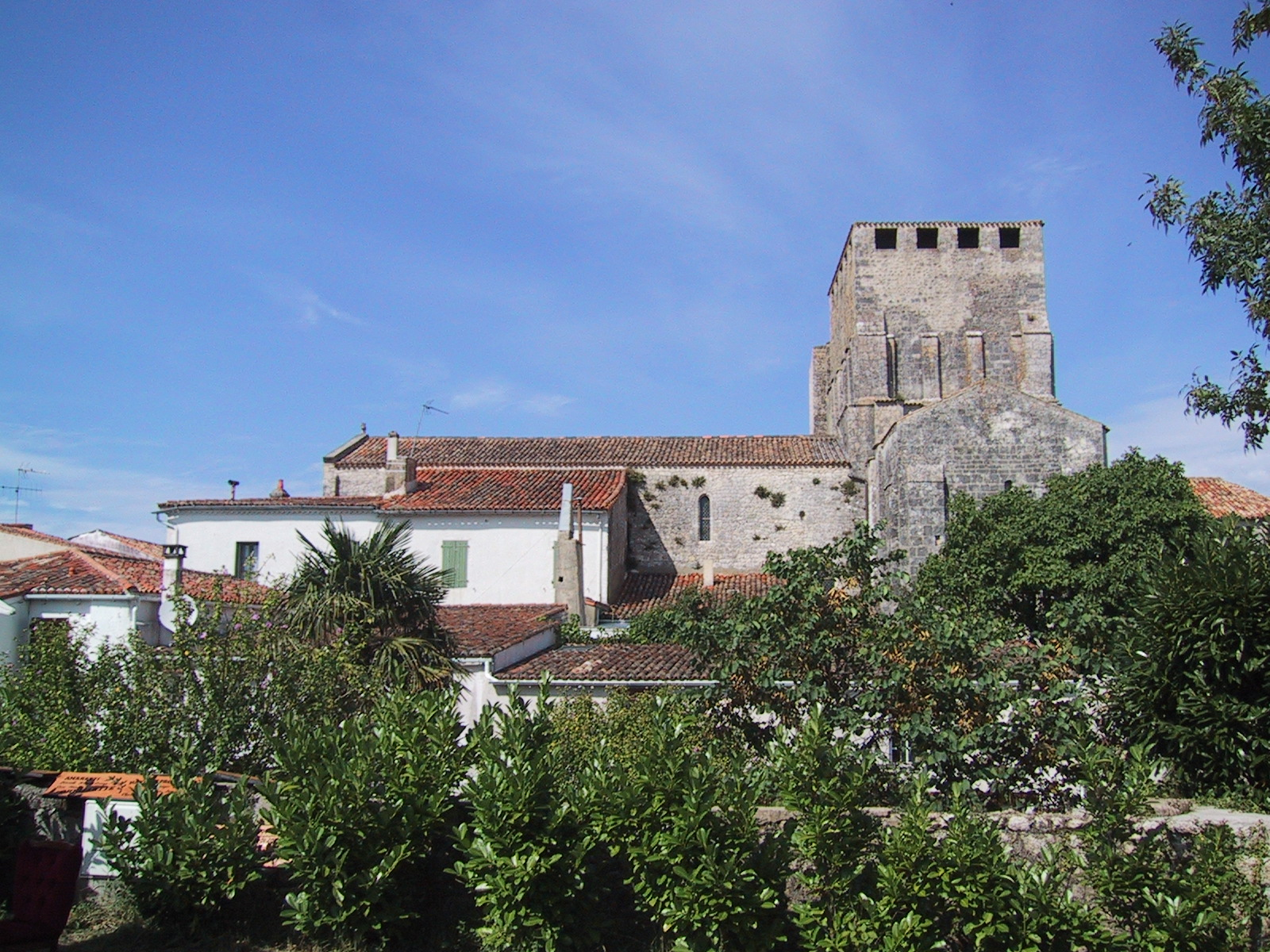
Le village de Mornac-sur-Seudre a ajouté en 1898 le nom du fleuve pour éviter toute homonymie avec une commune aux portes d'Angoulême, dans le département voisin de la Charente.

- Mornac est devenue Mornac-sur-Seudre en 1898, se distinguant de la commune homonyme de Mornac, située dans le département voisin de la Charente.
- Mortagne est devenue Mortagne-sur-Gironde en 1895.
- Nuaillé-et-Oulmes est devenue Nuaillé-sur-Boutonne en 1915.
- Pont-l'Abbé est devenue Pont-l'Abbé-d'Arnoult en 1962.
- Saint-Bonnet-en-Mirambeau est devenue Saint-Bonnet-sur-Gironde en 1923.
- Saint-Fort est devenue Saint-Fort-sur-Gironde en 1889.
- Saint-Mandé est devenue Saint-Mandé-sur-Brédoire en 1937.
- Saint-Nazaire est devenue Saint-Nazaire-sur-Charente en 1905.
- Saint-Romain-de-Beaumont est devenue Saint-Romain-sur-Gironde en 1956.
- Saint-Séverin est devenue Saint-Séverin-sur-Boutonne en 1906.
- Salignac-de-Pons est devenue Salignac-sur-Charente en 1952.
- Talmont est devenue Talmont-sur-Gironde le 1er mars 1996.

#### Les noms d'origine maritime ou littorale

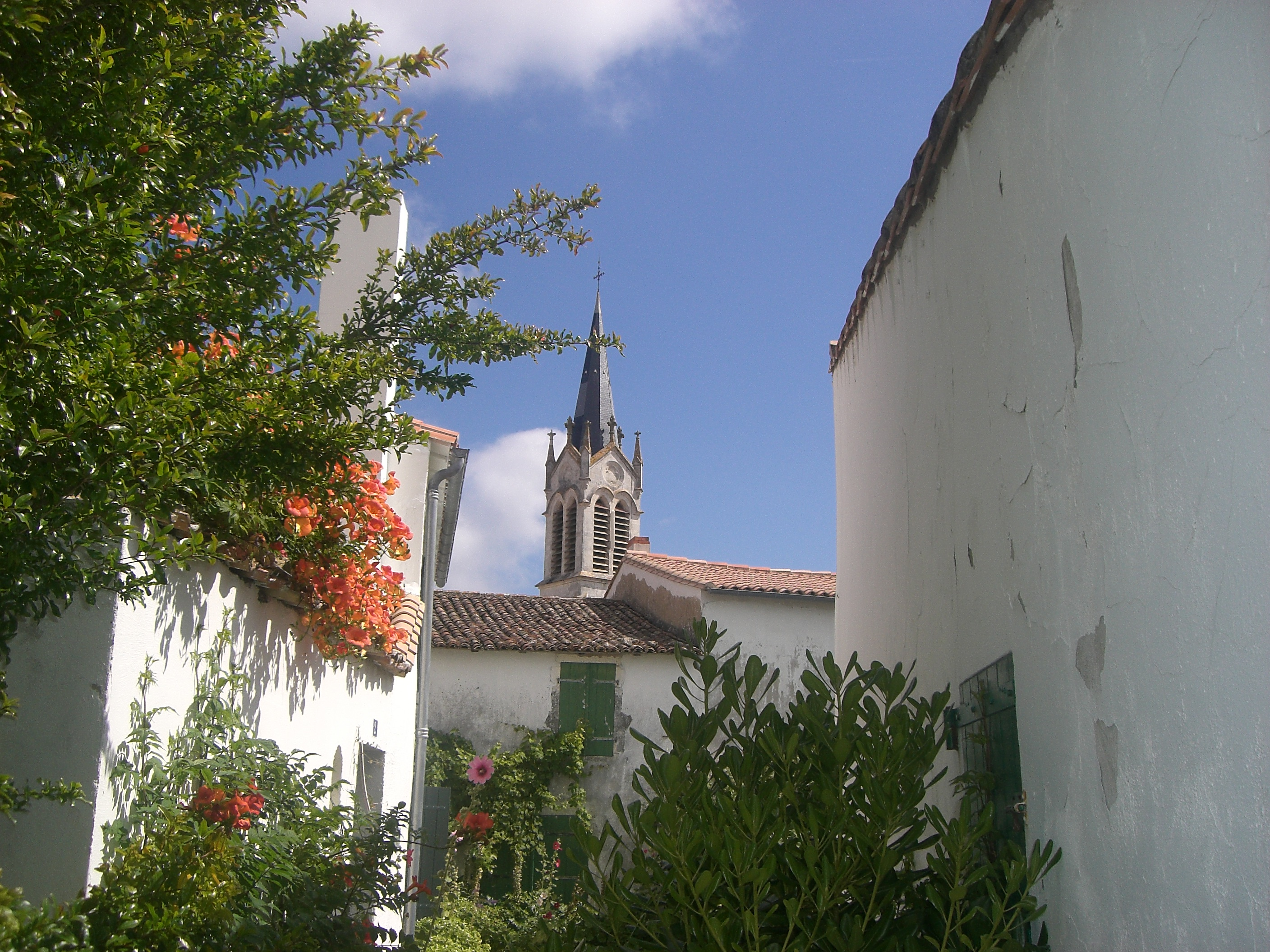
Église de La Couarde.

- Châtelaillon est devenue Châtelaillon-Plage. Cette station balnéaire est une création communale récente, datant seulement de 1896, et ajouta le toponyme "Plage" en 1928
- La Couarde est devenue La Couarde-sur-Mer en 1905.
- Dompierre est devenue Dompierre-sur-Mer en 1962.
- Loire est devenue Loire-les-Marais en 1920.
- Nieul est devenue Nieul-sur-Mer en 1899.
- Rivedoux est devenue Rivedoux-Plage en 1928.
- Saint-Trojan est devenue Saint-Trojan-les-Bains en 1898.
- Vaux est devenue Vaux-sur-Mer en 1920.
- Fouras est devenue Fouras-les-Bains le 18 novembre 2014[16]. C'est la toute dernière commune du département à avoir modifié son nom.

Enfin, dans cette liste, il convient d'y mentionner la commune de Bourcefranc-le-Chapus. En 1970, Bourcefranc devient Bourcefranc-le-Chapus. Dans ce cas particulier, il ne s'agit pas ici d'un problème d'homonymie car il n'existe aucune autre commune portant ce nom en France. L'extension de ce nom tiendrait au fait que Bourcefranc est le chef-lieu « terrestre » de la commune tandis que Le Chapus qui est un petit port de pêche précise de fait l'identité maritime de cette commune avant tout littorale, cette dernière s'étant dissociée de Marennes en 1908.

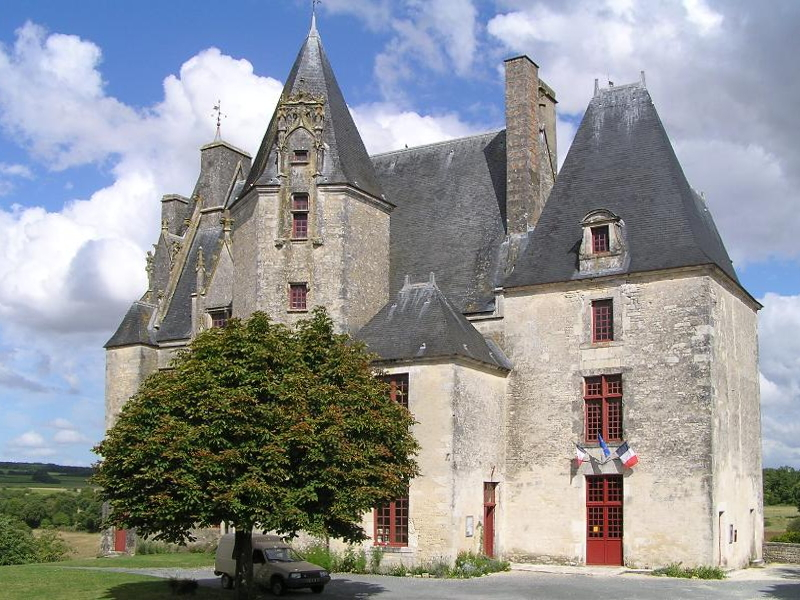
Le château de Neuvicq-le-Château. L'ajout du nom du château à la commune lui permet d'éviter de la confondre avec une commune homonyme située dans le sud du département, dans le canton de Montguyon.

#### Les noms d'origine historique
Ces rallonges de nom de commune sont en fait assez rares dans le département et concernent seulement trois communes. Ils sont plutôt récents, datant tous du XXe siècle. Là également, le problème de l'homonymie communale est à l'origine de cette nouvelle précision, surtout dans les cas précis des communes de Montpellier-de-Médillan, Neuvicq-le-Château et Saint-Hilaire-de-Villefranche.
- Montpellier est devenue Montpellier-de-Médillan en 1938.
- Neuvicq est devenue Neuvicq-le-Château en 1938.
- Saint-Hilaire est devenue Saint-Hilaire-de-Villefranche en 1962.

## Le Conseil Départemental de la Charente-Maritime depuis la décentralisation de 1982

### Bref historique
Depuis la création du département lors de la Constituante de 1790, celui-ci est géré par un Conseil général, lequel est représenté par un président et constitué de conseillers généraux élus dans chaque canton lors des élections cantonales.
Le président de l'assemblée départementale était depuis la création du département renouvelé chaque année. Depuis la loi du 10 août 1871, le Conseil général élit son président lors de chaque renouvellement des conseillers généraux.
Mais, jusqu'à la loi de décentralisation du 2 mars 1982 (dite loi Defferre), c'était le préfet du département qui incarnait à la fois le rôle de représentant de l'État dans le département et celui de l'exécutif départemental, le président du Conseil général n'ayant alors comme unique tâche que la présidence de l'assemblée départementale.
Cette situation a totalement changé depuis la loi de décentralisation mise en place en 1982, où le président du Conseil Général est devenu le chef des services départementaux.

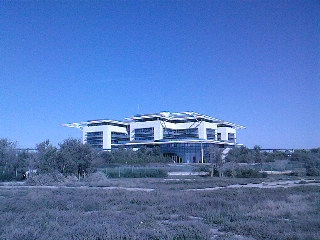
Le bâtiment moderne du conseil général est situé à La Rochelle dans le quartier moderne des Minimes au bord de l'océan.

Le conseil général de la Charente-Maritime a fixé son siège départemental à La Rochelle, dans le quartier moderne des Minimes, représenté par un site unique appelé la Maison de la Charente-Maritime. Ce bâtiment, de forme carrée de 64 mètres sur 64 mètres et de plus de 20 mètres de hauteur, est établi en bordure du littoral, et dispose d'un atrium de 400 m2 et d'un hall d'accueil dont la dimension est de 24 mètres sur 24 mètres. Ce vaste édifice moderne emploie 450 agents sur place. Il résulte d'un regroupement de treize sites éclatés en différents points de la ville.
Cette importante administration départementale joue la carte de la décentralisation territoriale où chaque sous-préfecture du département, en l'occurrence, Jonzac, Rochefort, Saint-Jean-d'Angély et Saintes dispose d'une antenne du conseil général, ainsi que Royan qui n'est pourtant qu'un chef-lieu de canton mais est la quatrième ville de la Charente-Maritime.
Actuellement, le conseil départemental de la Charente-Maritime  est représenté par 51 conseillers généraux relevant des 51 cantons du département.

### Les attributions du conseil départemental

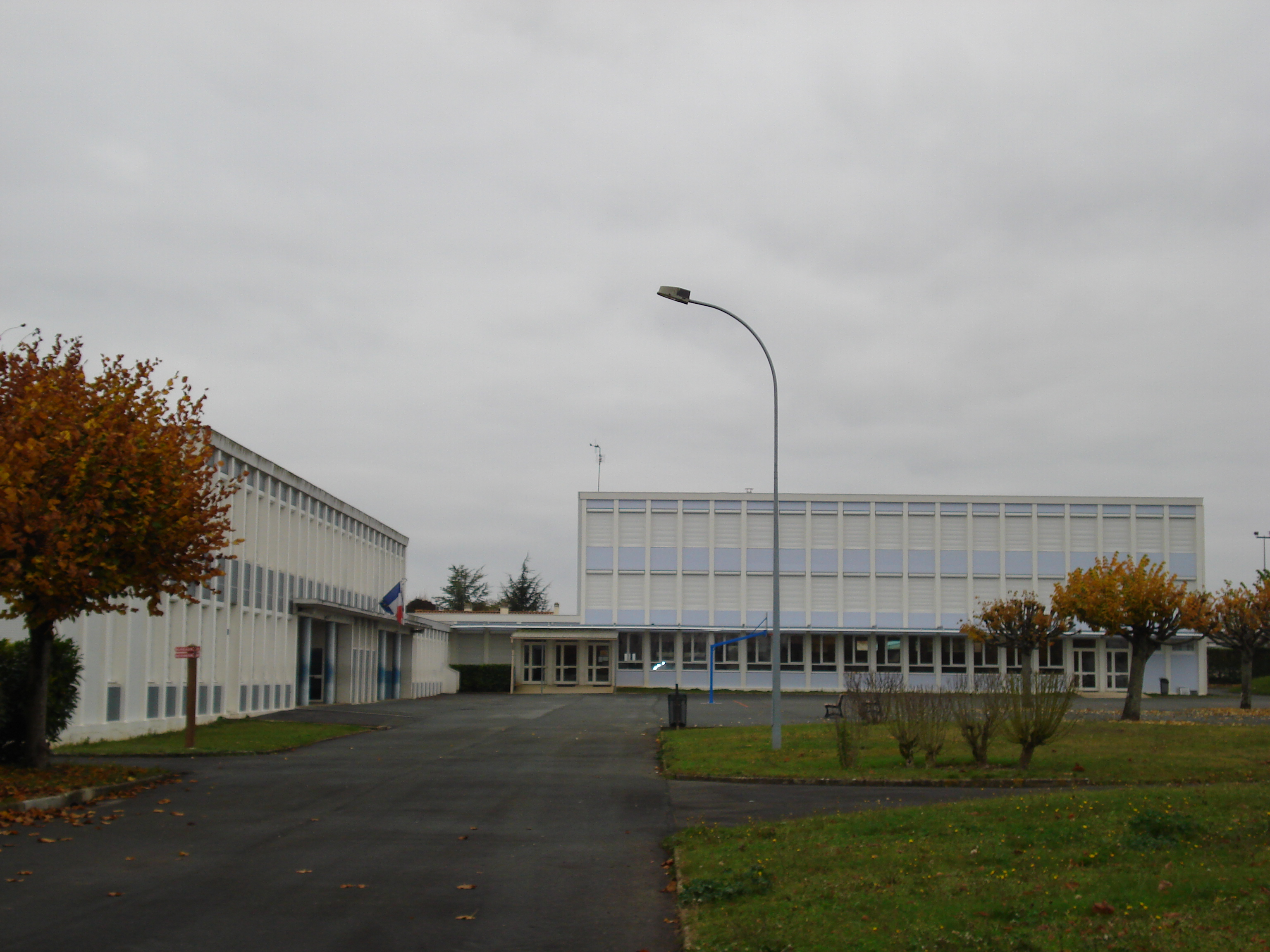
Le collège d'Aulnay est l'un des collèges gérés directement par le conseil départemental de la Charente-Maritime.

Les principales compétences du conseil départemental concernent :
- l'action sociale (protection de l'enfance, insertion sociale, aide aux personnes handicapées et âgées et prévention sanitaire),
- la sécurité (sapeurs-pompiers, lutte contre les incendies),
- la voirie (gestion des routes départementales et routes nationales d'intérêt local) et les infrastructures d'équipement (ports et aéroport) ainsi que l'équipement hydrologique (depuis 2007, tout le réseau hydrographique de la Charente-Maritime - fleuves et rivières, canaux, écluses, pont - relève directement de la gestion du conseil général),
- l'environnement (déchèterie, stockage des déchets),
- l'éducation (gestion matérielle des collèges),
- la culture (archives départementales, bibliothèque départementale de prêt, musées)
- le développement local (aides aux associations, aux communes, aux "pays").

Sur le plan de la voirie, l'engagement du département est considérable. En 2006, quarante millions d'euros étaient consacrés pour les routes du département. Ce chiffre est passé à 48,6 millions d'euros dans le budget primitif de 2009. Le Conseil général gère non seulement le réseau routier, mais il intervient également dans l'équipement ferroviaire dont il oriente la politique départementale de transports. Le projet d'électrification des lignes ferroviaires de Niort à Royan et de Saintes à Royan depuis le département voisin de la Charente entre dans le domaine de compétence du Conseil général de la Charente-Maritime. De même, le département s'engage dans l'équipement et l'entretien de l'aéroport de Rochefort-Saint-Agnant dont il désire en faire, à partir de 2012, l'unique aéroport départemental.
Le Conseil départemental de la Charente-Maritime est devenu le plus gros employeur de tout le département, gérant environ 3 000 emplois relevant de la fonction publique territoriale : « De trois à ... 3 000 ! En une trentaine d'années, le Conseil général de Charente-Maritime a multiplié par mille le nombre de ses agents ». Cette évolution spectaculaire résulte de « la décentralisation et des missions toujours plus nombreuses, confiées à la gestion départementale ».

### Le budget
En 2009, son budget est établi à 868 millions d'euros, dont 38,18 % sont destinés à l'action sociale, 13,46 % à l'administration générale, 12,93 % aux infrastructures et à l'équipement, 7,96 % à l'enseignement et aux transports scolaires, 3,47 % à l'équipement rural. La charge de la dette s'établit à 16,27 % du budget global et représente le deuxième poste des dépenses du département.
Le poids de l'assemblée départementale est considérable, il représente de loin « la première collectivité territoriale du Poitou-Charentes par le nombre de ses agents et par l'importance de son budget ».

## Les nouvelles formes de l'organisation territoriale du département

### Les déséquilibres démographiques

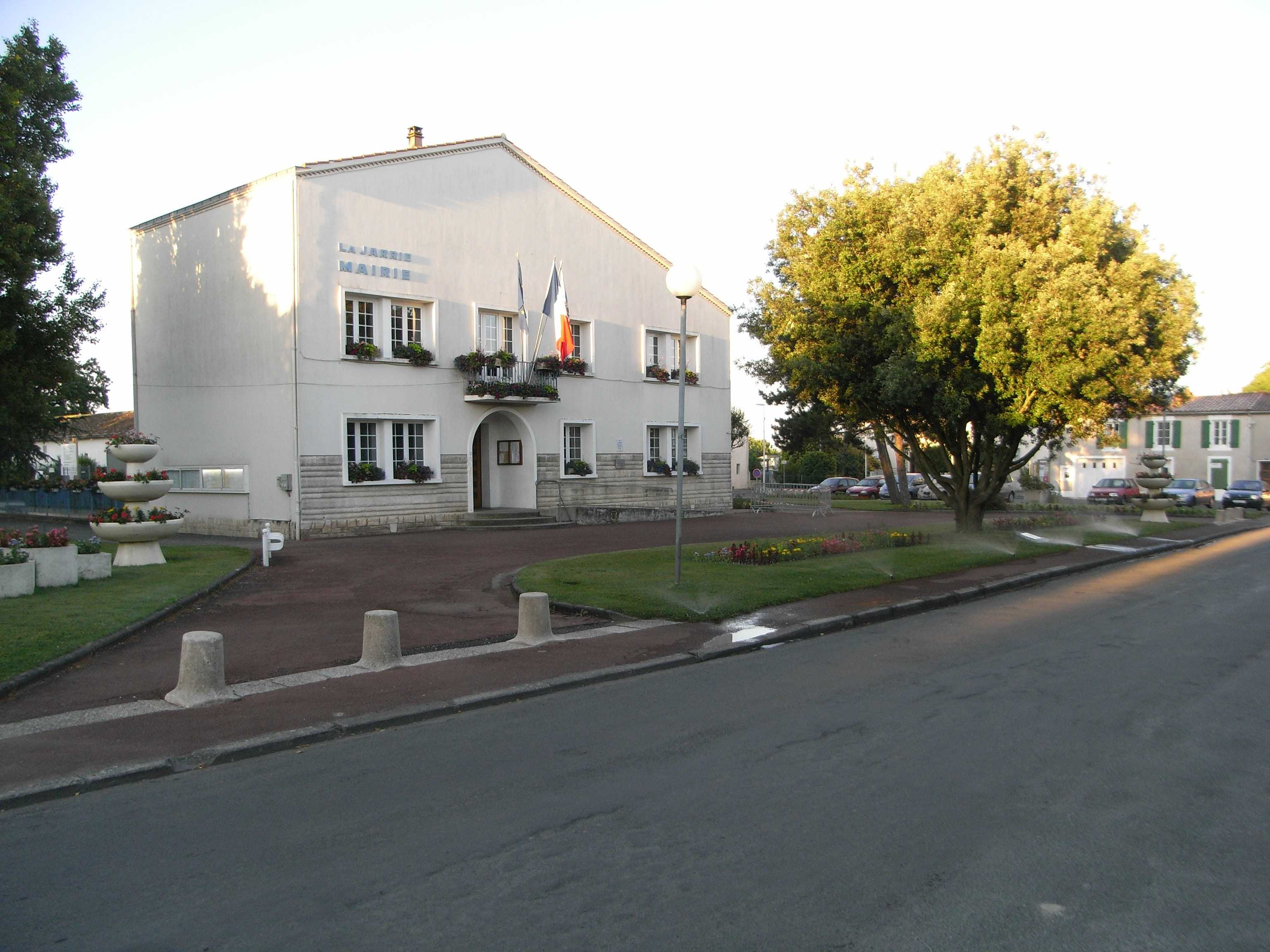
Mairie de La Jarrie. C'est le chef-lieu du canton le plus peuplé de la Charente-Maritime.

Le département de la Charente-Maritime recense en 2007 605 410 habitants, mais la répartition de cette population est très inégale sur l’ensemble du territoire.
Ainsi sur les 51 cantons, 4 ont moins de 5 000 habitants en 2007 (Tonnay-Boutonne, Ars-en-Ré, Saint-Hilaire-de-Villefranche et Loulay), tandis qu'à la même date, 12 ont plus de 15 000 habitants, dont 1 a plus de 20 000 habitants (La Jarrie).
Le rapport de population entre le canton le moins peuplé, celui de Tonnay-Boutonne, et le plus peuplé, celui de La Jarrie, est de 6, ce qui est considérable et traduit une forte disparité entre les cantons du rural profond et les cantons urbains et périurbains.
| Tranche de population          | Nombre de communes | Nombre d'habitants | Proportion dans la population départementale |
| ------------------------------ | ------------------ | ------------------ | -------------------------------------------- |
| 1 — Moins de 99 habitants      | 15                 | 1 048              | 0,2 %                                        |
| 2 — De 100 à 199 habitants     | 54                 | 7 962              | 1,3 %                                        |
| 3 — De 200 à 499 habitants     | 150                | 49 201             | 8,2 %                                        |
| 4 — De 500 à 999 habitants     | 127                | 88 686             | 14,8 %                                       |
| 5 — De 1 000 à 1 999 habitants | 66                 | 90 992             | 15,2 %                                       |
| 6 — De 2 000 à 4 999 habitants | 43                 | 130 588            | 21,8 %                                       |
| 7 — De 5 000 à 9 999 habitants | 13                 | 82 210             | 13,7 %                                       |
| 8 — Plus de 10 000 habitants   | 4                  | 148 228            | 24,7 %                                       |

Pour parer aux nombreux déséquilibres qui ont lieu à l’intérieur du département (opposition littoral/ arrière-pays, opposition villes-campagnes), le département s’est doté de nouvelles structures administratives pour la gestion de son espace géographique.

### Les 19 communautés de communes

#### Situation de l'intercommunalité en 2013
Au 1er janvier 2013, des modifications sensibles ont affecté la géographie administrative du département avec la disparition de trois communautés de communes (communauté de communes du Pays Santon, communauté de communes des bassins Seudre-et-Arnoult et communauté de communes Vignobles et Vals boisés du Pays Buriaud) à la suite de la création de la Communauté d'agglomération de Saintes.
Par ailleurs, la communauté de communes des bassins Seudre-et-Arnoult dont le siège était fixé à Saint-Romain-de-Benet a été dissoute dès janvier 2013. Les dix communes qui y adhéraient appartiennent maintenant à d'autres communautés de communes, savoir quatre à la nouvelle Communauté d'agglomération de Saintes (La Clisse, Corme-Royal, Luchat et Pisany), trois à la Communauté d'agglomération Royan Atlantique (Corme-Écluse, Sablonceaux et Saint-Romain-de-Benet), deux à la communauté de communes Charente-Arnoult-Cœur de Saintonge (Balanzac et Nancras) et une à la communauté de communes du canton de Gémozac et de la Saintonge Viticole (Thézac).
Enfin, quelques communes ont quitté leur intercommunalité pour se joindre à la nouvelle Communauté d'agglomération de Saintes dont Écoyeux qui quitte la communauté de communes du canton de Saint-Hilaire-de-Villefranche et Montils qui se détache de la communauté de communes de la Région de Pons.
Ainsi, en 2013, la Charente-Maritime regroupe 19 communautés de communes et 4 communautés d'agglomération. Les 19 communautés de communes regroupent 278 270 habitants (recensement de 2010 - population municipale) répartis sur 364 communes et sur 5 217,21 km2.
| Rang | Communauté de communes                  | Nombre d'habitants (2010) | Nombre de communes |
| ---- | --------------------------------------- | ------------------------- | ------------------ |
| 1    | Haute-Saintonge                         | 59 586                    | 123                |
| 2    | Plaine d'Aunis                          | 23 401                    | 17                 |
| 3    | Île-d'Oléron                            | 21 869                    | 8                  |
| 4    | Île-de-Ré                               | 17 926                    | 10                 |
| 5    | canton de Saint-Jean-d'Angély           | 16 630                    | 19                 |
| 6    | Charente-Arnoult-Cœur de Saintonge      | 15 987                    | 18                 |
| 7    | Surgères                                | 15 587                    | 12                 |
| 8    | Bassin de Marennes                      | 14 990                    | 7                  |
| 9    | canton de Courçon                       | 13 957                    | 14                 |
| 10   | canton de Gémozac                       | 13 371                    | 16                 |
| 11   | Pays Marandais                          | 12 366                    | 6                  |
| 12   | Pays de Matha                           | 9 490                     | 25                 |
| 13   | Région de Pons                          | 7 707                     | 9                  |
| 14   | Sud-Charente                            | 7 477                     | 8                  |
| 15   | Pays Savinois                           | 7 322                     | 11                 |
| 16   | canton d'Aulnay-de-Saintonge            | 6 511                     | 24                 |
| 17   | canton de Loulay                        | 5 179                     | 15                 |
| 18   | canton de Saint-Hilaire-de-Villefranche | 4 797                     | 10                 |
| 19   | Val de Trézence                         | 4 117                     | 12                 |

#### Situation de l'intercommunalité jusqu'en 2012
Le département comptait jusqu'au 31/12/2012 22 communautés de communes qui sont des regroupements communaux recouvrant pour l’essentiel les cantons. Ces 22 intercommunalités regroupaient 401 communes rassemblant 323 712 habitants en 2007 soit 53,5 % de la population départementale. Cette proportion était de 52,8 % en 1999 et concernait le même nombre de communes, soit 401 sur 472.
La loi du 6 février 1992, relative à l’administration territoriale de la République a créé une nouvelle forme d’intercommunalité à fiscalité propre : les communautés de communes.
Cette nouvelle entité est clairement orientée vers le développement local dans les deux compétences obligatoires que sont l’aménagement de l’espace et le développement économique et touristique.
La communauté de communes de la Haute-Saintonge qui rassemble 123 communes, comprenant toutes les communes de l'arrondissement de Jonzac, est devenue la première communauté de communes de France autant par sa taille, le nombre de communes regroupées et la population. Avec une population de 57 567 habitants au recensement de 2007, elle est de loin la plus peuplée des communautés de communes en Charente-Maritime.
Trois autres communautés de communes ont plus de 20 000 habitants en 2007, il s'agit par ordre d'importance démographique des intercommunalités du Pays Santon, de la Plaine d'Aunis et de l'Île-d'Oléron.
La communauté de communes du Pays Santon est organisée autour de Saintes. Cette dernière devrait bientôt se constituer en communauté d'agglomération puisque la ville centre a plus de 15 000 habitants pour répondre à un des critères permettant le changement de statut.
Deux communautés de communes ont moins de 5 000 habitants, ce sont des regroupements de communes qui ont gardé les limites de leurs cantons (Loulay et Tonnay-Boutonne). Elles sont les moins peuplées du département et sont toutes deux situées dans l'arrondissement de Saint-Jean-d'Angély. Un projet de regroupement de toutes les communautés de communes appartenant à cet arrondissement devrait bientôt voir le jour, il s'inspirerait du modèle de celui de la communauté de communes de la Haute-Saintonge. Il constituerait alors le second regroupement de communautés de communes en Charente-Maritime et se superposerait à la structure déjà existante du Pays des Vals de Saintonge.
Seules quatre communes sur les 472 qui composent le département de la Charente-Maritime n'adhèrent à aucune intercommunalité (communauté de communes ou communauté d'agglomération). En 2010, il s'agit des communes d'Ardillières, Ballon, Ciré-d'Aunis dans le canton d'Aigrefeuille-d'Aunis et de Chaniers dans le canton de Saintes-Est.
| Rang | Communauté de communes                  | Nombre d'habitants | Nombre de communes |
| ---- | --------------------------------------- | ------------------ | ------------------ |
| 1    | Haute-Saintonge                         | 57 567             | 123                |
| 2    | Pays Santon                             | 43 587             | 19                 |
| 3    | Plaine d'Aunis                          | 21 490             | 17                 |
| 4    | Île-d'Oléron                            | 21 242             | 8                  |
| 5    | Île-de-Ré                               | 17 796             | 10                 |
| 6    | canton de Saint-Jean-d'Angély           | 16 353             | 19                 |
| 7    | Surgères                                | 14 642             | 12                 |
| 8    | Bassin de Marennes                      | 14 170             | 7                  |
| 9    | Charente-Arnoult-Cœur de Saintonge      | 14 127             | 16                 |
| 10   | canton de Courçon                       | 12 183             | 14                 |
| 11   | canton de Gémozac                       | 12 147             | 15                 |
| 12   | Pays Marandais                          | 11 809             | 6                  |
| 13   | Pays de Matha                           | 9 491              | 25                 |
| 14   | Région de Pons                          | 8 444              | 10                 |
| 15   | bassins Seudre-et-Arnoult               | 7 968              | 10                 |
| 16   | Pays Savinois                           | 7 053              | 11                 |
| 17   | Sud-Charente                            | 6 828              | 8                  |
| 18   | canton d'Aulnay-de-Saintonge            | 6 559              | 24                 |
| 19   | Pays Buriaud                            | 5 695              | 9                  |
| 20   | canton de Saint-Hilaire-de-Villefranche | 5 680              | 11                 |
| 21   | canton de Loulay                        | 4 922              | 15                 |
| 22   | Val de Trézence                         | 3 959              | 12                 |

### Les quatre communautés d’agglomération
Aux 19 structures intercommunales, ancêtres pour la plupart d'entre elles des SIVOM, quatre communautés d'agglomération sont également organisées sur le territoire départemental depuis janvier 2013. Elles sont toutes regroupées autour d'un centre urbain ayant au moins 15 000 habitants et pouvant rassembler plus de 50 000 habitants.

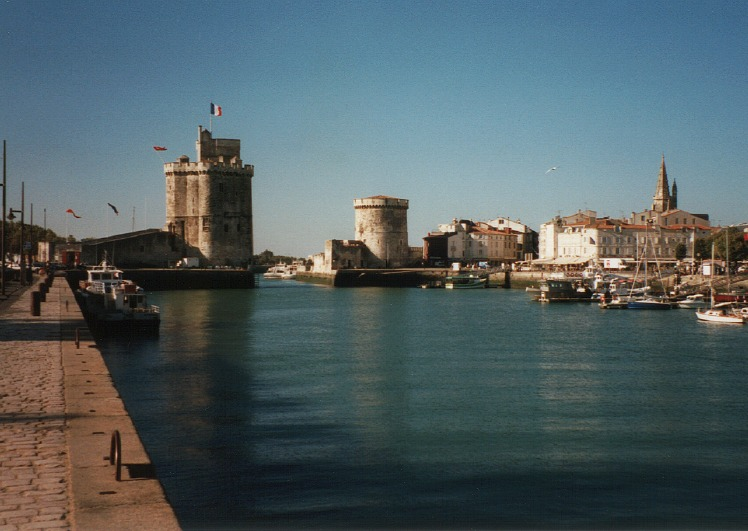
Le Vieux-Port de La Rochelle. La ville est le siège de la communauté d'agglomération de La Rochelle.

La plus importante, celle de La Rochelle, rassemble 18 communes sur un peu plus de 206 km2.
Elle forme avec la communauté d'agglomération du Pays Rochefortais un bipole urbain, le bipôle La Rochelle-Rochefort, qui rassemble 204 053 habitants en 2010 - contre  202 681 habitants en 2007 -, soit le tiers de la population de la Charente-Maritime. C'est une structure intercommunale importante en Charente-Maritime qui ouvre la voie à un développement économique et urbain assuré.
La communauté d'agglomération Royan Atlantique est une structure intercommunale particulièrement dynamique par son essor économique et démographique.
Enfin, la dernière-née qui a été officiellement créée au 1er janvier 2013 est la nouvelle communauté d'agglomération de Saintes. Elle est presque calquée sur les limites de son aire urbaine qui, cependant, est plus importante. Elle regroupe 58 412 habitants (recensement de 2010 - population municipale) répartis sur 35 communes.
En 2013, ces quatre communautés d'agglomération regroupent 105 communes qui rassemblent 341 345 habitants au recensement de 2010, soit 54,85 % de la population départementale.
- Les quatre communautés d'agglomération de la Charente-Maritime (population municipale 2010):

| Communauté d'agglomérations                     | Nombre d'habitants | Nombre de communes |
| ----------------------------------------------- | ------------------ | ------------------ |
| communauté d'agglomération de La Rochelle       | 147 178            | 18                 |
| communauté d'agglomération Royan Atlantique     | 78 880             | 34                 |
| communauté d'agglomération de Saintes           | 58 412             | 35                 |
| communauté d'agglomération du Pays Rochefortais | 56 875             | 18                 |

### Les neuf «Pays» de la Charente-Maritime
Enfin, neuf « Pays » structurent l’espace départemental. Ils découlent de la loi Voynet de 1995.

#### Définition
Le « Pays » est un territoire de projet caractérisé par une "cohésion géographique, économique, culturelle ou sociale".
Les neuf « Pays », mis en place par le Conseil Général de la Charente-Maritime, sont des structures dont la vocation initiale est le développement local fondé sur le développement économique (accueil de nouvelles entreprises) ou l'aménagement du territoire (valorisation du patrimoine urbain ou rural) ou encore la promotion touristique.
À l'échelle de « Pays », le regroupement des communes en Communautés de Communes permet l'obtention de fonds départementaux, régionaux, nationaux et européens. Le « Pays » apporte aux communes les moyens nécessaires à la mise en place de véritables projets de développement locaux.
Les « Pays » couvrent l'ensemble du département où toutes les communes sont adhérentes.

#### Les structures de Pays
Créé à l'initiative de communes et/ou de leurs groupements, il fédère les acteurs du territoire (communes, groupements de communes, organismes socio-professionnels, entreprises, associations....) autour d'un projet commun de développement exprimé dans une charte. Il s'appuie sur un conseil de développement (organe consultatif) et peut contractualiser avec l'État et la Région. Il est porté par un syndicat mixte, une association loi 190, un Groupement d'intérêt public (GIP) ou un EPCI à fiscalité propre (si son périmètre correspond à celui d'un pays).
Au fil des évolutions législatives, les pays ont engagé différentes démarches de reconnaissance : constatation au titre de la loi du 4 février 1995 (LOADT, Loi d'Orientation et d'Aménagement du Territoire, dite loi Pasqua); reconnaissance en périmètre d'étude au titre de loi du 25 juin 1999 (LOADDT, Loi d'Orientation et d'Aménagement Durable du Territoire, dite loi Voynet); reconnaissance en périmètre définitif au titre de la loi du 2 juillet 2003 (loi Urbanisme et Habitat), dernière loi sur les pays.

#### Les neuf «Pays» en Charente-Maritime
Neuf périmètres définitifs de pays ont été reconnus au titre de la loi d'orientation pour l'aménagement et le développement du territoire du 4 février 1995 (modifiée par la LOADDT du 25 juin 1999) et par la loi " urbanisme et habitat " du 2 juillet 2003.

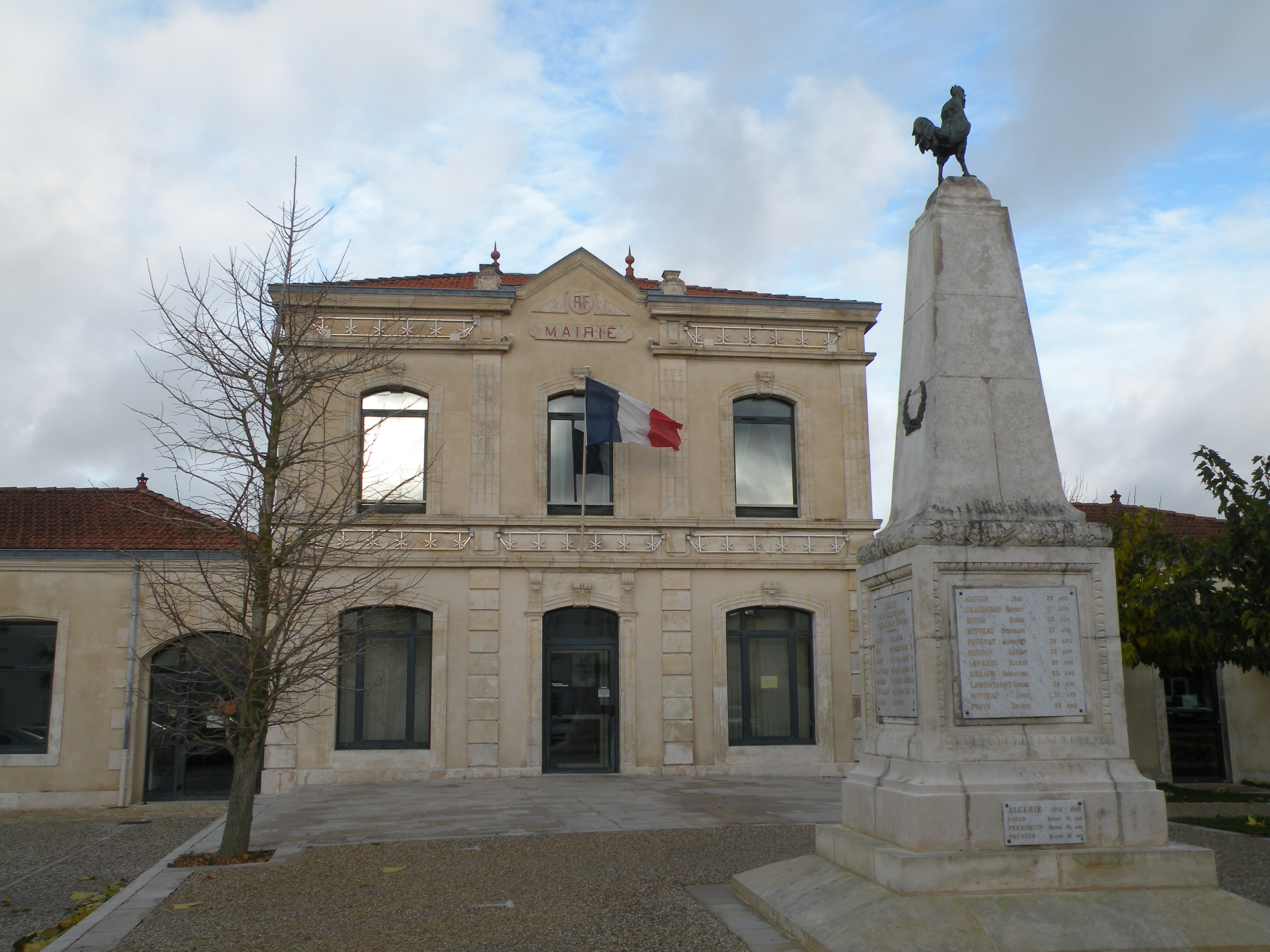
La mairie de Courçon. Ce gros chef-lieu de canton abrite le siège administratif du Pays d'Aunis.

1. Pays d'Aunis : syndicat mixte regroupant 4 CDC et les communes d'Ardillières, Ballon et Ciré-d'Aunis.
2. Pays Rochefortais : syndicat mixte regroupant la CDA du Pays Rochefortais et la CDC Sud-Charente.
3. Pays de Haute-Saintonge : les CDC de la Haute-Saintonge et de la région de Pons sont liées par convention.
4. Pays Marennes-Oléron : syndicat mixte regroupant la CDC de Marennes et la CDC de l'Ile d'Oléron.
5. Pays des Vals de Saintonge : syndicat mixte composé de 7 CDC.
6. Pays de l'Île de Ré : les 10 communes de la communauté de communes de l'Ile de Ré.
7. Pays de Saintonge Romane : 5 CDC et la commune de Chaniers.
8. Le Pays Rochelais : périmètre identique à celui de la Communauté d'Agglomération.
9. Le Pays Royannais : périmètre identique à celui de la Communauté d'Agglomération.

| Pays                       | Superficie (km2) | Nombre d'habitants | Densité (hab./km2) | Siège administratif   |
| -------------------------- | ---------------- | ------------------ | ------------------ | --------------------- |
| Pays Rochelais             | 206              | 145 912            | 708                | La Rochelle           |
| Pays de Saintonge Romane   | 1 032            | 89 081             | 86                 | Saintes               |
| Pays Royannais             | 532              | 74 385             | 140                | Royan                 |
| Pays de Haute-Saintonge    | 1 770            | 67 506             | 38                 | Jonzac                |
| Pays d'Aunis               | 939              | 66 215             | 71                 | Courçon               |
| Pays Rochefortais          | 447              | 64 057             | 143                | Rochefort             |
| Pays des Vals de Saintonge | 1 497            | 54 868             | 37                 | Saint-Jean-d'Angély   |
| Pays Marennes-Oléron       | 356              | 36 597             | 103                | Saint-Pierre-d'Oléron |
| Pays de l'Île de Ré        | 85               | 17 986             | 212                | Saint-Martin-de-Ré    |